# ۲۰۱۶

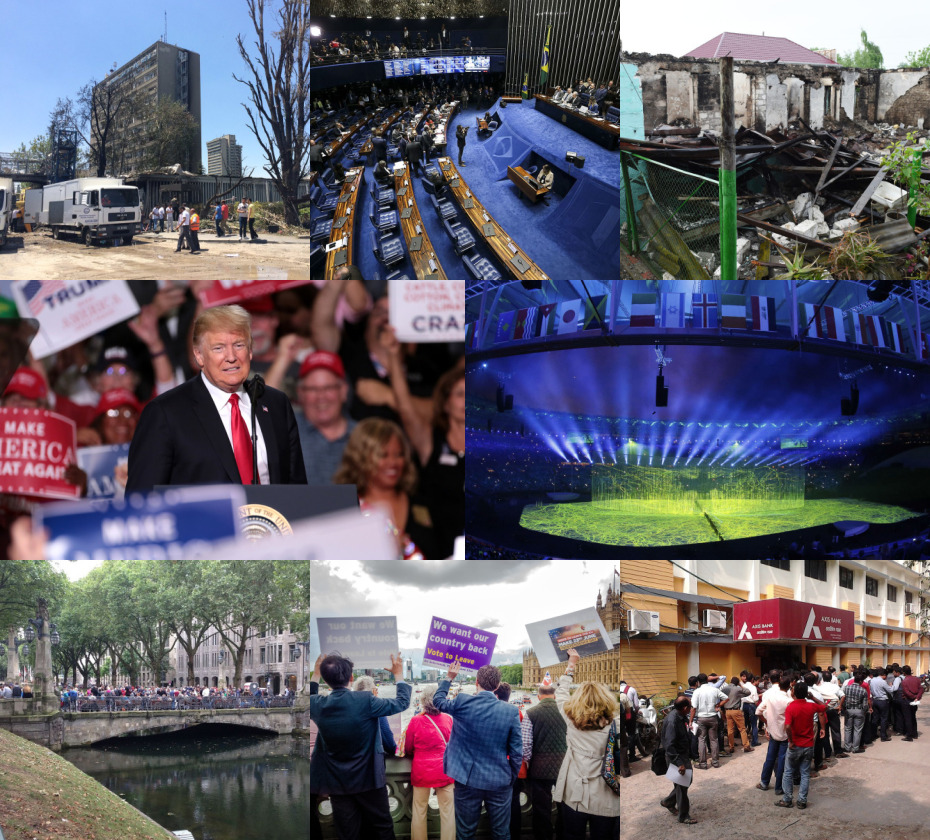

سال ۲۰۱۶ (میلادی) سالی کبیسه بود. این سال دو هزار و شانزدهمین سال در تقویم میلادی است.
این سال به موارد ذیل اختصاص داده شده بود:
- سال جهانی حبوبات توسط شصت و هشتمین نشست مجمع عمومی سازمان ملل متحد.[۱]
- سال جهانی فهم جهانی (IYGU) توسط شورای جهانی علم (ICSU)، شورای جهانی علوم اجتماعی (ISSC) و شورای جهانی فلسفه و علوم انسانی (CIPSH)[۲]

## رویدادها

### ژانویه
- ۳ ژانویه - در پی حمله به سفارت و کنسولگری عربستان سعودی در ایران که به خاطر اعدام شیخ نمر باقر النمر در عربستان انجام شد، عربستان سعودی روابط دیپلماتیک خود با ایران را قطع کرد.[۳]
- ۸ ژانویه - خواکین گوزمان مشهور به «ال چاپو» که او را در بیشتر نقاط دنیا به‌عنوان نیرومندترین قاچاقچی مواد مخدر می‌شناختند پس از فراری که قبلاً از زندان داشت دستگیر داشت.[۴]
- ۱۶ ژانویه - آژانس بین‌المللی انرژی اتمی اعلام کرد که ایران به تعهدات خود طبق برنامه جامع اقدام مشترک (برجام) عمل نموده و این به سازمان ملل اجازه می‌دهد که تحریم‌های خود نسبت به این کشور را بردارد. فردای این روز این برنامه به اجرا درآمد.[۵]
- ۲۸ ژانویه - سازمان بهداشت جهانی شیوع ویروس زیکا را اعلام کرد.[۶]

### فوریه
- ۷ فوریه - کره شمالی راکتی دوربرد به فضا پرتاب کرد و به این ترتیب چند عهدنامه سازمان ملل را نقض کرده و محکومیت‌های زیادی از سراسر جهان دریافت کرد.[۷][۸]
- ۱۲ فوریه - پاپ فرانسیس و پاپ کیریل روسیه اعلامیه‌ای جهانی را بین یکدیگر به امضا رساندند. این نخستین رویداد از این دست بین کلیسای کاتولیک و کلیسای ارتدکس روسی پس از جدایی در سال ۱۰۵۴ میلادی بود.[۹][۱۰]

### مارس
- ۱۴ مارس - آژانس فضایی اروپا و سازمان فضایی فدرال روسیه در اقدامی مشترک یک مدارگرد ردیاب گاز اگزومارس را به دور مریخ فرستادند.[۱۱][۱۲]
- ۲۱ مارس - دیوان بین‌المللی کیفری معاون اول سابق کنگو به نام ژان‌پییر بمبا را به اتهام جرایم جنگی و جنایت علیه بشریت مجرم شناخت. این نخستین باری بود که این دادگاه کسی را به دلیل خشونت جنسی محکوم کرد.[۱۳][۱۴]
- ۲۲ مارس - در جریان ۳ بمب‌گذاری هماهنگ در بروکسل ۳۲ تن کشته و ۲۵۰ نفر زخمی شدند. داعش مسئولیت این حملات را به عهده گرفت.[۱۵][۱۶]
- ۲۴ مارس - رادوان کاراجیچ، رهبر سابق صرب‌تبار به جرم نسل‌کشی و جنایت علیه بشریت که در جریان جنگ بوسنی مرتکب شده بود، به ۴۰ سال زندان محکوم شد.[۱۷][۱۸]
- ۲۷ مارس - انفجاری انتحاری در پارک گلشن اقبال در لاهور پاکستان موجب مرگ بیش از ۷۰ نفر و زخمی‌شدن حدوداً ۱۹۳ تن شد. هدف این حمله، مسیحیانی بودند که عید پاک را جشن گرفته بودند.[۱۹]

### آوریل
- ۲ آوریل - درگیری بین نظامیان ارمنستان و آذربایجان در منطقهٔ ناگورنو قره‌باغ باعث کشته شدن ۱۹۳ تن شد. این درگیری پس از آتش‌بس سال ۱۹۹۴ بزرگترین برخورد نظامی بین دو کشور بود.[۲۰][۲۱]
- ۳ آوریل - اتحادیه بین‌المللی روزنامه‌نگاران محقق (ICIJ) با همکاری روزنامه آلمانی زوددویچه تسایتونگ مجموعه‌ای از ۱۱/۵ میلیون سند محرمانه که از شرکت پانامایی موساک فونسکا لو رفته بود را منتشر کردند. این اسناد شامل اطلاعات جزئی دربارهٔ ۲۱۴۰۰۰ مرکز مالی برون مرزی بودند. همچنین اسناد پاناما حاوی نام‌های سهام‌داران و مدیرانی که برخی از آن‌ها افراد مشهور و سران کشورها بودند بود.[۲۲][۲۳]

### مه
- ۹ مه - پرواز شماره ۸۰۴ اجیپت‌ایر از پاریس به مصر با ۶۶ مسافر در دریای مدیترانه سقوط کرد.[۲۴]
- ۳۰ مه - حسین حبری نخست‌وزیر سابق چاد به جرم جنایت علیه بشریت که در زمان مسئولیتش میان سال‌های ۱۹۸۲ تا ۱۹۹۰ میلادی مرتکب شده بود به حبس ابد محکوم گشت. این نخستین باری بود که که یک دادگاه با پشتوانهٔ اتحادیه آفریقا حاکم سابق یک کشور را در حوزهٔ قضایی خود محکوم می‌کرد.[۲۵]

### ژوئن
- ۱ ژوئن - بزرگترین و ژرف‌ترین تونل ریلی جهان با نام تونل گوتهارد پس از دهه‌ها کار عمرانی در سوئیس افتتاح شد.[۲۶]
- ۲۳ ژوئن - مردم بریتانیا در یک همه‌پرسی به خروج از اتحادیه اروپا رأی دادند.[۲۷]
- ۲۸ ژوئن - شلیک گلوله و چند انفجار در فرودگاه آتاتورک استانبول باعث مرگ ۴۵ تن و زخمی‌شدن ۲۳۶ نفر شد.[۲۸]

### ژوئیه
- ۱ ژوئیه - لاتویا به عنوان ۳۵مین عضو سازمان همکاری و توسعه اقتصادی پذیرفته شد.[۲۹]
- ۲ ژوئیه - اسلام‌گرایان ۲۰ خارجی غیرمسلمان را در یک نانوایی در محلهٔ گلشن داکا، پایتخت بنگلادش کشتند.
- ۳ ژوئیه - چند رشته بمب‌گذاری در محلهٔ کراده بغداد باعث مرگ دستکم ۲۸۱ تن و زخمی‌شدن بیش از ۲۰۰ نفر شد.
- ۴ ژوئیه - فضاپیمای جونو وارد مدار مشتری شد و سفر ۲۰ ماههٔ خود به دور این سیاره را آغاز کرد.[۳۰]
- ۶ ژوئیه - انتشار گزارش چیلکات در بریتانیا و فاش‌سازی این مسئله که جنگ عراق بر اساس اطلاعات ناکافی بوده و ورود بریتانیا به آن لزومی نداشته‌است.
- ۱۳ ژوئیه - ترزا می پس از استعفای دیوید کامرون از نخست‌وزیری بریتانیا، قدرت را در دست گرفت. کامرون به دلیل آنکه آرای لازم برای ماندن بریتانیا در اتحادیه اروپا به دست نیامده بود استعفا داد.
- ۱۴ ژوئیه - یک کامیون با سرعت وارد جمعی از مردم شد که روز باستیل را در شهر نیس فرانسه جشن گرفته بودند.
- ۲۰ ژوئیه - تایید حکم آرمان عبدالعالی ؛ دوست ، قاتل و عامل جنایت قتل غزاله شکور در دیوان عالی کشور [۳۱]

### اوت
- ۲۱ - ۵ اوت - برگزاری المپیک تابستانی در ریو دو ژانیرو، برزیل.[۳۲]
- ۳۱ اوت - مجلس سنای برزیل با ۶۱ رای موافق در برابر ۲۰ رای مخالف استیضاح دیلما روسف رئیس‌جمهور این کشور را تصویب کرد.[۳۳]

### سپتامبر
- ۳ سپتامبر - آمریکا و چین که رویهم‌رفته مسئول انتشار ۴۰٪ از گازهای گلخانه‌ای هستند، توافقنامه پاریس را امضا کردند.[۳۴]
- ۸ سپتامبر - ناسا کاوشگر اسیریس-رکس را به فضا پرتاب کرد. این نخستین کاوشگر ناسا است که مأموریت آن بازگردانی نمونه‌هایی از سطح یک سیارک با نام ۱۰۱۹۵۵ بن‌نو است. انتظار می‌رود که این کاوشگر نمونه‌های به‌دست آمده را در ۲۰۲۳ به زمین بازگرداند.[۳۵][۳۶]
- ۹ سپتامبر - کره شمالی پنجمین آزمایش هسته‌ای خود را که بنابر گزارش‌ها بزرگترین آزمایش این کشور بوده‌است را انجام داد. بسیاری از رهبران جهانی این کار را محکوم کردند و مسئولان کره جنوبی آن را «بی‌پروایی دیوانه‌وار» نامیدند.[۳۷]
- ۲۸ سپتامبر
  - کارآگاهان بین‌المللی به این نتیجه رسیدند که پرواز شماره ۱۷ هواپیمایی مالزی توسط سامانه موشکی بوک ساقط شده و شلیک آن از منطقه‌ای که در دستان شورشیان طرفدار روسیه بوده انجام گرفته‌است.[۳۸]
  - سطح دی‌اکسید کربن در جو جهان از ۴۰۰ PPM گذشت.[۳۹] این میزان بیش از هر مقداری در طول تاریخ حیان انسان بوده‌است.[۴۰]

### اکتبر
- ۱۳ اکتبر - مالدیو تصمیم خود مبنی بر خروج از اتحادیه کشورهای همسود را اعلام کرد.[۴۱]
- ۱۵ اکتبر - ۱۵۰ کشور که در نشست برنامه محیط زیست ملل متحد در روآندا گرد هم آمده بودند توافق کردند تا کاهش استفاده از هیدروفلوروکربن‌ها (گازهای خنک‌کننده) را به عنوان یک اصلاحیه به پروتکل مونترآل بیفزایند. این گازها اثرات گلخانه‌ای به مراتب شدیدتری نسبت به دی‌اکسیدکربن دارند.[۴۲]

### نوامبر
- ۲۴ نوامبر - دولت کلمبیا و شورشیان فارک پیمان صلح امضا کردند.

### دسامبر
- ۱۹ دسامبر - آندری کارلوف، سفیر روسیه در ترکیه هنگام سخنرانی ترور شد.[۴۳]
- ۲۲ دسامبر - یک مطالعه نشان داد که واکسن VSV-EBOV می‌تواند بین ۷۰ تا ۱۰۰ درصد در برابر ویروس ابولا مؤثر واقع شود.[۴۴]
- ۲۳ دسامبر - شورای امنیت سازمان ملل قطعنامه ۲۳۳۴ را علیه شهرک‌سازی اسرائیلی‌ها در سرزمین‌های اشغالی پس از ۱۹۶۷ محکوم کرد.[۴۵]
- ۲۵ دسامبر - یک توپولف-۱۵۴ روسی نزدیک شهر سوچی روسیه دچار سانحه شد. همهٔ ۹۱ سرنشین این هواپیما کشته شدند.[۴۶]

## درگذشتگان

### ژانویه

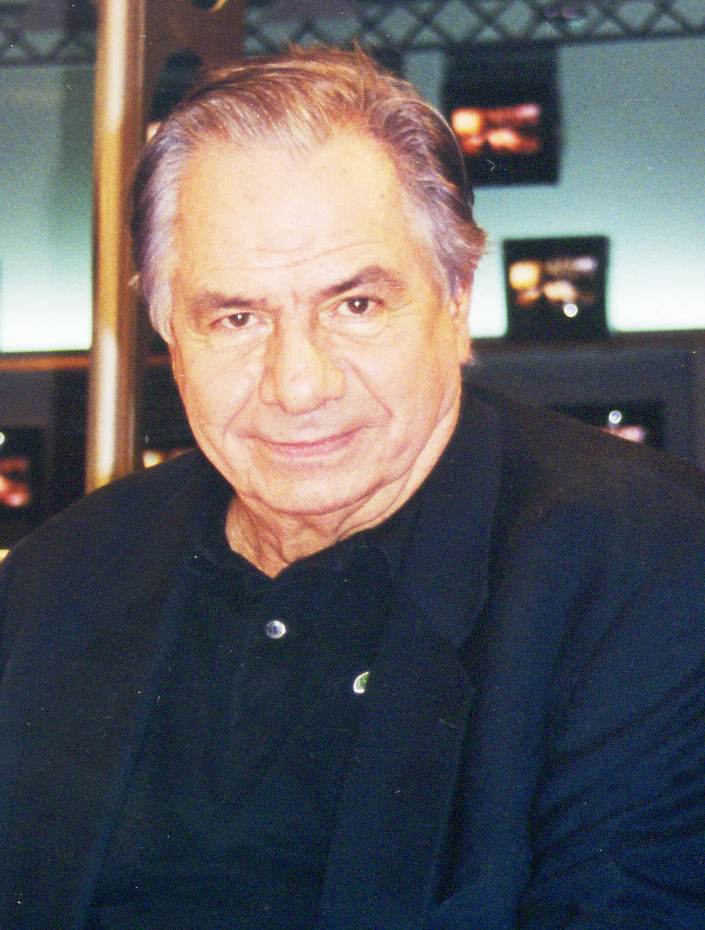
میشل گالابرو

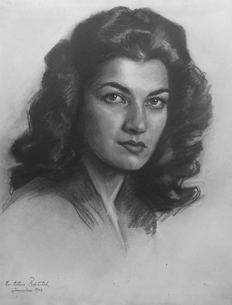
اشرف پهلوی

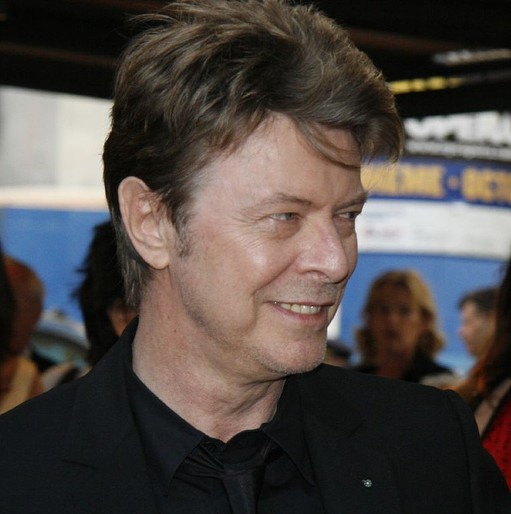
دیوید بویی

- ۱ ژانویه - ویلموش ژیگموند، سینماگر مجاری-آمریکایی (زادهٔ ۱۹۳۰)
- ۲ ژانویه - هما ناطق، مورخ ایرانی (زادهٔ ۱۹۳۴)
- ۲ ژانویه - میشل دلپش، خواننده، ترانه‌سرا و بازیگر فرانسوی (زادهٔ ۱۹۴۶)
- ۲ ژانویه - شیخ نمر باقر نمر، روحانی شیعه اهل عربستان سعودی (زادهٔ ۱۹۵۹)
- ۳ ژانویه - پل بلی، پیانیست کانادایی (زادهٔ ۱۹۳۲)
- ۳ ژانویه - پیتر ناور، دانشمند علوم رایانه، اهل دانمارک (زادهٔ ۱۹۲۸)
- ۴ ژانویه - میشل گالابرو، بازیگر فرانسوی (زادهٔ ۱۹۲۲)
- ۵ ژانویه - پیر بولز، آهنگساز و رهبر ارکستر اهل فرانسه (زادهٔ ۱۹۲۵)
- ۶ ژانویه - سیلوانا پامپانینی، کارگردان و بازیگر ایتالیایی (زادهٔ ۱۹۲۵)
- ۷ ژانویه - اشرف پهلوی، خواهر محمدرضا شاه پهلوی (زادهٔ ۱۹۱۹)
- ۷ ژانویه - آندره کورژ، طراح مد اهل فرانسه (زادهٔ ۱۹۲۳)
- ۸ ژانویه - ماریا ترسا دفیلیپیس، راننده مسابقات اهل ایتالیا (زادهٔ ۱۹۲۶)
- ۱۰ ژانویه - دیوید بویی، خواننده، ترانه‌سرا و بازیگر انگلیسی (زادهٔ ۱۹۴۷)
- ۱۱ ژانویه - ویلیام دل مونته، آخرین بازمانده زمین‌لرزه ۱۹۰۶ سانفرانسیسکو (زادهٔ ۱۹۰۶)
- ۱۴ ژانویه - آلن ریکمن، بازیگر انگلیسی فیلم هری پاتر (زادهٔ ۱۹۴۶)
- ۱۴ ژانویه - رنه آنژلی، خواننده، مدیر، کارگردان کانادایی (زادهٔ ۱۹۴۲)
- ۱۸ ژانویه - گلن فرای، موسیقی‌دان آمریکایی (زادهٔ ۱۹۴۸)
- ۱۸ ژانویه - میشل تورنیه، نویسندهٔ آمریکایی (زادهٔ ۱۹۲۴)
- ۱۹ ژانویه - اتوره اسکولا، کارگردان و فیلم‌نامه‌نویس ایتالیایی (زادهٔ ۱۹۳۱)
- ۲۳ ژانویه - جیمی بین، موسیقی‌دان و نوازندهٔ اسکاتلندی (زادهٔ ۱۹۴۷)
- ۲۴ ژانویه - ماروین مینسکی، دانشمند علوم رایانه اهل آمریکا (زادهٔ ۱۹۲۷)
- ۲۶ ژانویه - ایب ویگودا، بازیگر آمریکایی (زادهٔ ۱۹۲۱)
- ۲۶ ژانویه - بلک، خواننده و ترانه‌سرا اهل بریتانیا (زادهٔ ۱۹۶۲)
- ۲۸ ژانویه - پال کانتنر، خواننده و آهنگ‌ساز آمریکایی (زادهٔ ۱۹۴۱)
- ۲۹ ژانویه - ژان ماری دور، یازدهمین نخست‌وزیر گینه (زادهٔ ۱۹۳۸)
- ۲۹ ژانویه - ژاک ریوت، کارگردان و منتقد فرانسوی (زادهٔ ۱۹۲۸)
- ۳۰ ژانویه - فرانک فینلی، بازیگر بریتانیایی (زادهٔ ۱۹۲۶)
- ۳۰ ژانویه - فرانسیسکو فلورس پرز، رئیس‌جمهور السالوادور (زادهٔ ۱۹۵۹)
- ۳۱ ژانویه - تری ووگان، گوینده رادیو و تلویزیون اهل ایرلند (زادهٔ ۱۹۳۸)

### فوریه

پطرس غالی

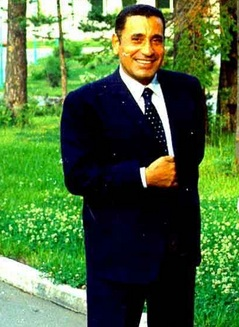
محمد حسنین هیکل

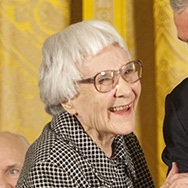
هارپر لی

- ۱ فوریه - اسکار اومبرتو مخیا ویکتورس، ۲۷امین رئیس‌جمهور گواتمالا (زادهٔ ۱۹۳۰)
- ۳ فوریه - جو السکی، صداپیشهٔ آمریکایی (زادهٔ ۱۹۵۲)
- ۳ فوریه - ماوریس وایت، خواننده و ترانه‌سرای آمریکایی (زادهٔ ۱۹۴۱)
- ۴ فوریه - ادگار میچل، فضانورد آمریکایی (زادهٔ ۱۹۳۰)
- ۴ فوریه - مصطفی غلوش، قاری سرشناس مصری (زادهٔ ۱۹۳۸)
- ۶ فوریه - انیسه مخلوف، مادر بشار الاسد رئیس جمهور سوریه (زادهٔ ۱۹۳۰)
- ۹ فوریه - سوشیل کویرالا، سیاستمدار نپالی (زادهٔ ۱۹۳۹)
- ۱۳ فوریه - تریفون ایوانوف، فوتبالیست بلغاری (زادهٔ ۱۹۶۵)
- ۱۳ فوریه - اسلوبودان سانتراچ، فوتبالیست بلغاری (زادهٔ ۱۹۶۵)
- ۱۳ فوریه - انتونین اسکالیا، قاضی دیوان عالی اهل آمریکا (زادهٔ ۱۹۳۶)
- ۱۵ فوریه - جرج گینز، بازیگر آمریکایی (زادهٔ ۱۹۱۷)
- ۱۶ فوریه - پطرس غالی، ششمین دبیرکل سازمان ملل متحد اهل مصر (زادهٔ ۱۹۲۲)
- ۱۷ فوریه - محمد حسنین هیکل، روزنامه‌نگار مصری (زادهٔ ۱۹۲۳)
- ۱۷ فوریه - آندژی ژووافسکی، کارگردان فیلم و نویسندهٔ لهستانی (زادهٔ ۱۹۴۰)
- ۱۹ فوریه - هارپر لی، نویسنده آمریکایی (زادهٔ ۱۹۲۶)
- ۱۹ فوریه - اومبرتو اکو، نویسنده و فیلسوف ایتالیایی (زادهٔ ۱۹۳۲)
- ۲۲ فوریه - داگلاس اسلوکام، فیلم‌بردار بریتانیایی (زادهٔ ۱۹۱۳)
- ۲۳ فوریه - دونالد ئی ویلیامز، فضانورد آمریکایی (زادهٔ ۱۹۴۲)
- ۲۵ فوریه - تونی بارتون، بازیگر آمریکایی (زادهٔ ۱۹۳۷)
- ۲۸ فوریه - جرج کندی، بازیگر آمریکایی (زادهٔ ۱۹۲۵)
- ۲۹ فوریه - هانس لور، فوتبالیست آلمانی (زادهٔ ۱۹۴۲)
- ۲۹ فوریه - خوزه پارا مارتینز، فوتبالیست اسپانیایی (زادهٔ ۱۹۲۵)

### مارس

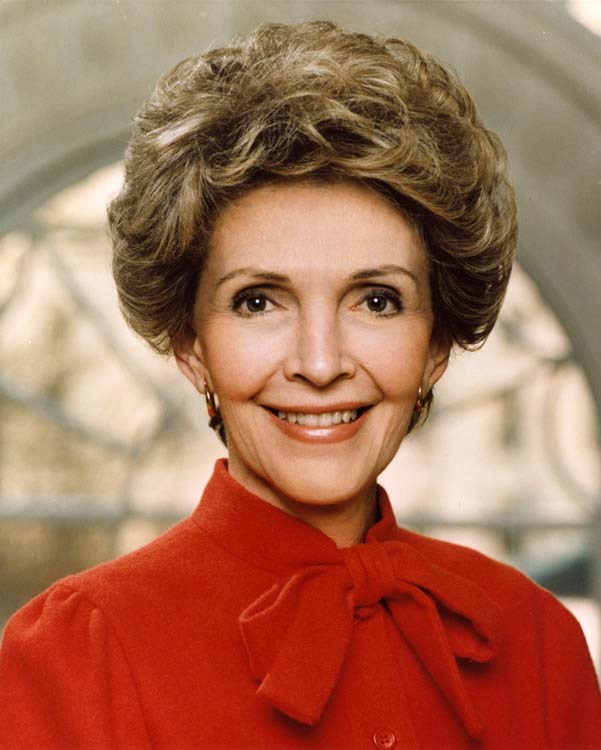
نانسی ریگان

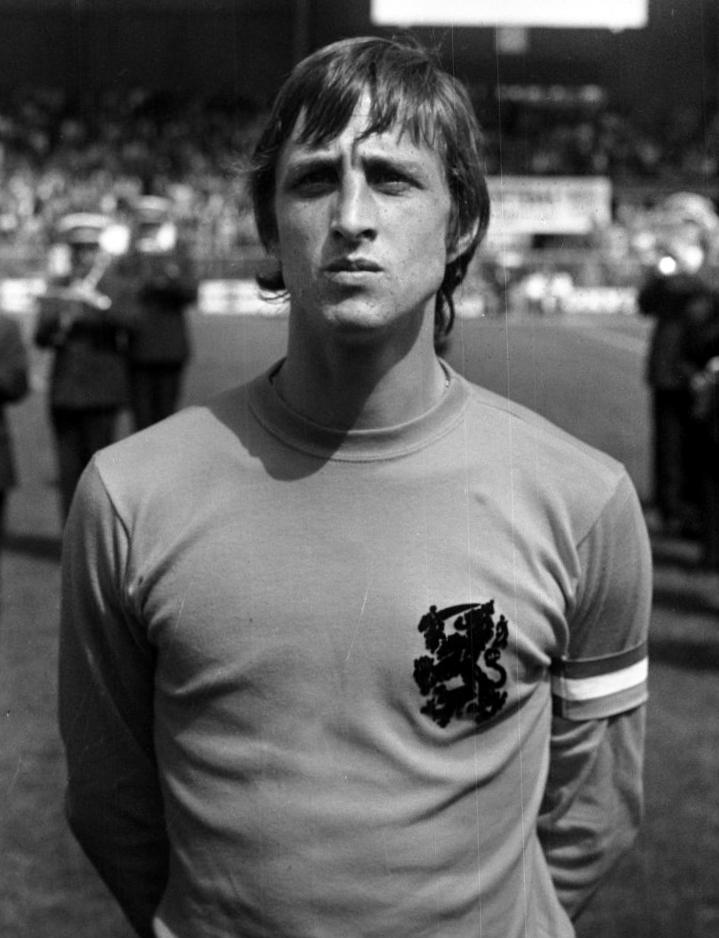
یوهان کرایف

- ۵ مارس - حسن الترابی، رهبر اخوان‌المسلمین سودان (زادهٔ ۱۹۳۲)
- ۵ مارس - ری تاملینسون، برنامه‌نویس آمریکایی (زادهٔ ۱۹۴۱)
- ۵ مارس - نیکلاوس هارننکور، رهبر ارکستر اهل اتریش (زادهٔ ۱۹۲۹)
- ۶ مارس - نانسی ریگان، همسر رونالد ریگان (زادهٔ ۱۹۲۱)
- ۸ مارس - جرج مارتین، آهنگ‌ساز انگلیسی (زادهٔ ۱۹۲۶)
- ۹ مارس - نانا واسکونسلوس، خواننده و نوازندهٔ سازهای کوبه‌ای اهل برزیل (زادهٔ ۱۹۴۴)
- ۱۰ مارس - آنیتا بروکنر، رمان‌نویس بریتانیایی (زادهٔ ۱۹۲۸)
- ۱۰ مارس - کیت امرسون، موسیقی‌دان بریتانیایی (زادهٔ ۱۹۴۴)
- ۱۰ مارس - روبرتو پرفومو، فوتبالیست و گزارشگر برزیلی (زادهٔ ۱۹۴۲)
- ۱۱ مارس - یولاندا بالاش، ورزشکار رومانیایی (زادهٔ ۱۹۳۶)
- ۱۱ مارس - دراگان نیکولیچ، بازیگر صرب (زادهٔ ۱۹۴۳)
- ۱۲ مارس - لوید شپلی، ریاضی‌دان آمریکایی برنده نوبل (زادهٔ ۱۹۲۳)
- ۱۳ مارس - هیلاری پاتنم، فیلسوف و ریاضی‌دان آمریکایی (زادهٔ ۱۹۲۶)
- ۱۴ مارس - ابوعمر شیشانی، یکی از فرماندهان داعش (زادهٔ ۱۹۸۶ (میلادی))
- ۱۴ مارس - پیتر مکسول دیویس، موسیقی‌دان و آهنگ‌ساز بریتانیایی (زادهٔ ۱۹۳۴)
- ۲۴ مارس - یوهان کرایف، بازیکن فوتبال هلند (زادهٔ ۱۹۴۷)
- ۲۹ مارس - پتی دوک، بازیگر و هنرپیشه آمریکایی (زادهٔ ۱۹۴۶)
- ۳۱ مارس - زها حدید، معمار عراقی (زادهٔ ۱۹۵۰)

### آوریل

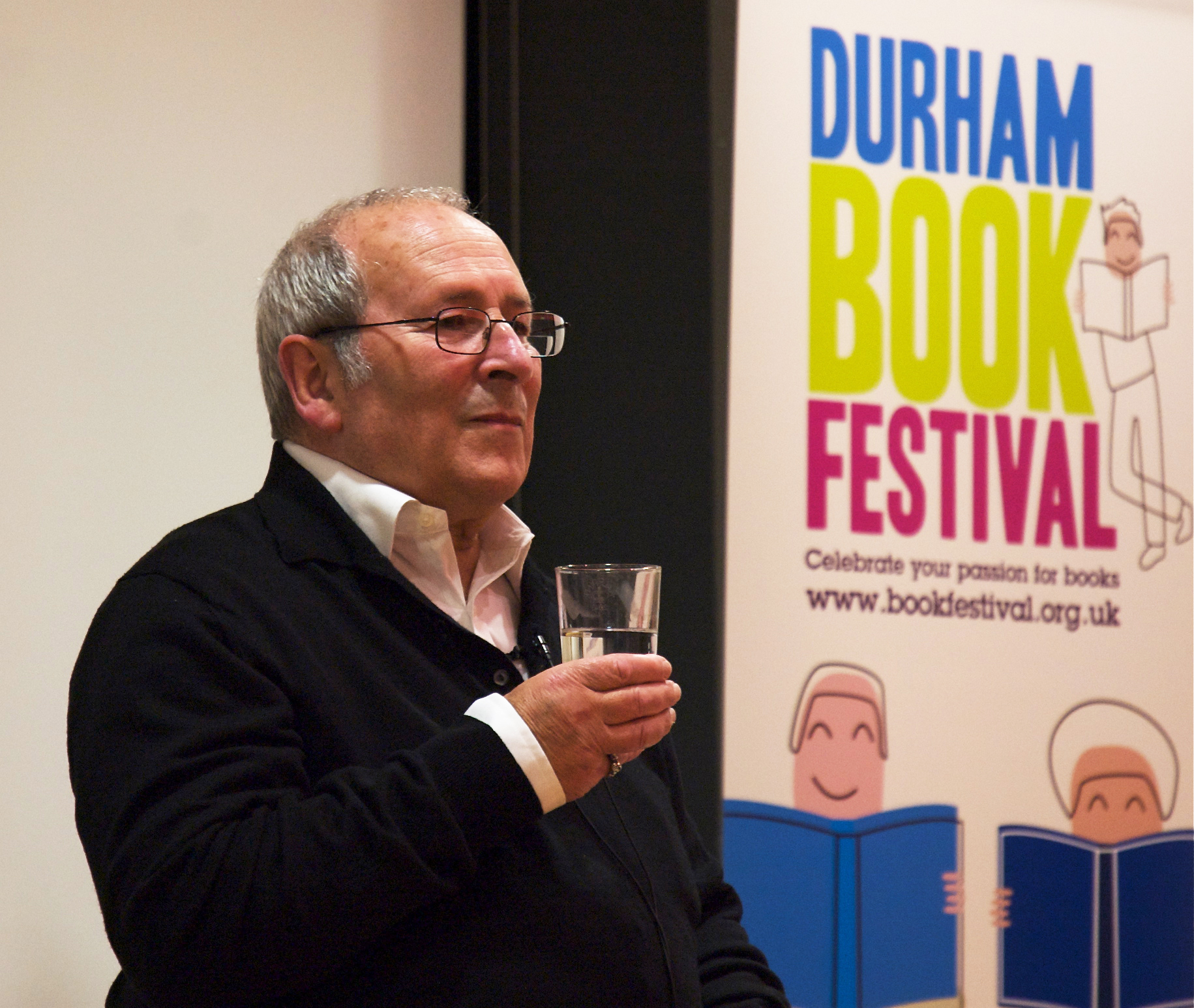
آرنولد وسکر

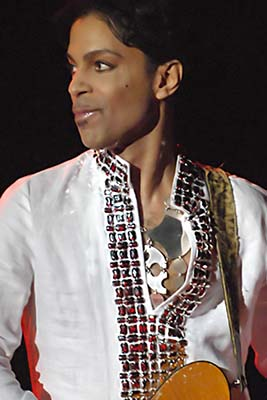
پرینس

- ۲ آوریل - گاتو باربیری، نوازنده ساکسوفون جاز اهل آرژانتین (زادهٔ ۱۹۳۴)
- ۳ آوریل - چزاره مالدینی، بازیکن فوتبال ایتالیایی (زادهٔ ۱۹۳۲)
- ۳ آوریل - کوجی وادا، خوانندهٔ راک اهل ژاپن (زادهٔ ۱۹۷۴)
- ۴ آوریل - چوش لمپراوه، بازیگر اسپانیایی (زادهٔ ۱۹۳۰)
- ۶ آوریل - مرل هگرد، آهنگ‌ساز و خوانندهٔ آمریکایی (زادهٔ ۱۹۳۷)
- ۸ آوریل - اریش رودرفر، خلبان آلمانی (زادهٔ ۱۹۱۷)
- ۱۲ آوریل - آرنولد وسکر، نمایش‌نامه‌نویس بریتانیایی (زادهٔ ۱۹۳۲)
- ۱۷ آوریل - دوریس رابرتس، بازیگر آمریکایی (زادهٔ ۱۹۲۵)
- ۱۹ آوریل - پاتریسیو ایلوین، سیاستمدار اهل شیلی (زادهٔ ۱۹۱۸)
- ۱۹ آوریل - رونیت القبص، بازیگر اسرائیلی (زادهٔ ۱۹۶۴)
- ۱۹ آوریل - والتر کوهن، فیزیک‌دان اتریشی آمریکایی برنده نوبل (زادهٔ ۱۹۲۳)
- ۲۰ آوریل - گای همیلتون، کارگردان بریتانیایی (زادهٔ ۱۹۲۲)
- ۲۱ آوریل - پرینس، خواننده آمریکایی (زادهٔ ۱۹۵۸)
- ۲۳ آوریل - بانهارن سیلپا آرچا، بیست و یکمین نخست‌وزیر تایلند (زادهٔ ۱۹۳۲)
- ۲۴ آوریل - بیلی پل، خوانندهٔ آمریکایی (زادهٔ ۱۹۳۴)
- ۲۵ آوریل - مارتین گری، نویسندهٔ لهستانی (زادهٔ ۱۹۲۲)
- ۲۶ آوریل - هری وو، فعال حقوق بشر اهل چین (زادهٔ ۱۹۳۷)
- ۲۷ آوریل - ویکتور گاویرکوف، بازیکن شطرنج اهل لیتوانی و سوئیس (زادهٔ ۱۹۵۷)
- ۳۰ آوریل - هارولد کروتو، شیمی‌دان انگلیسی برنده نوبل (زادهٔ ۱۹۳۹)

### ژوئن

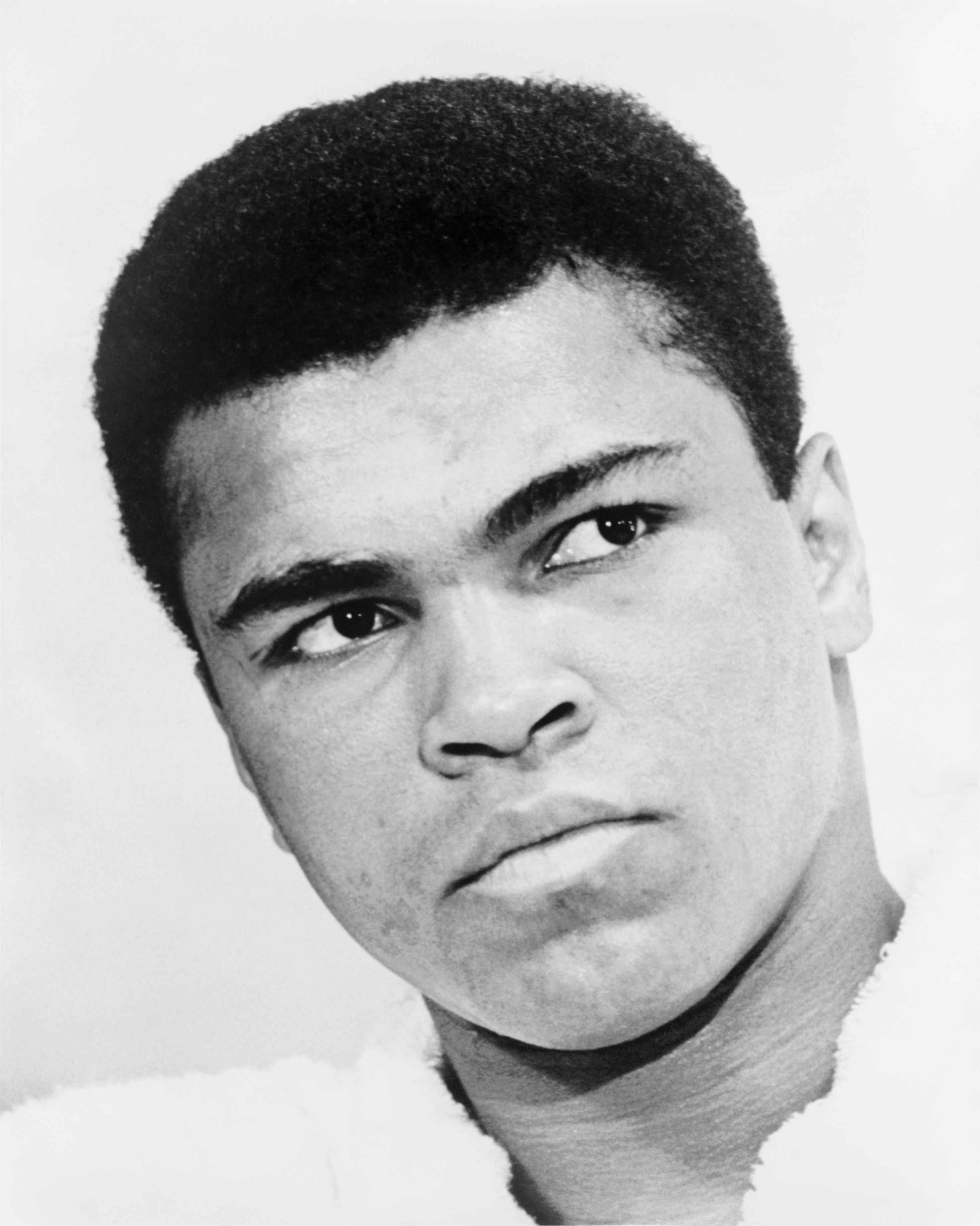
محمدعلی کلی

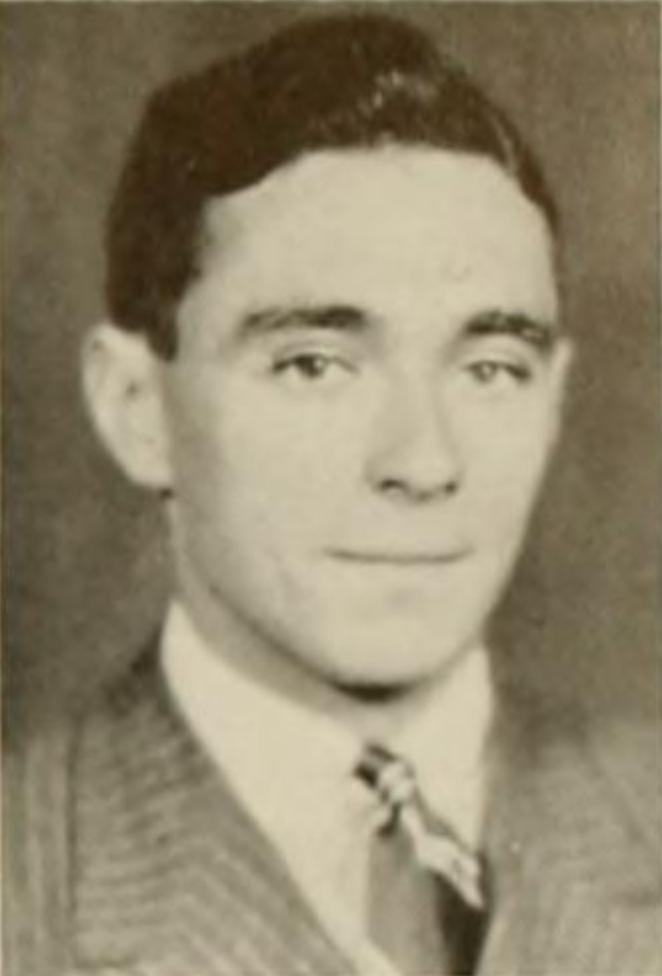
جروم برونر

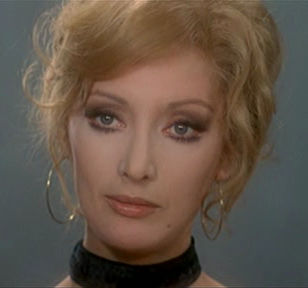
مارینا مالفاتی

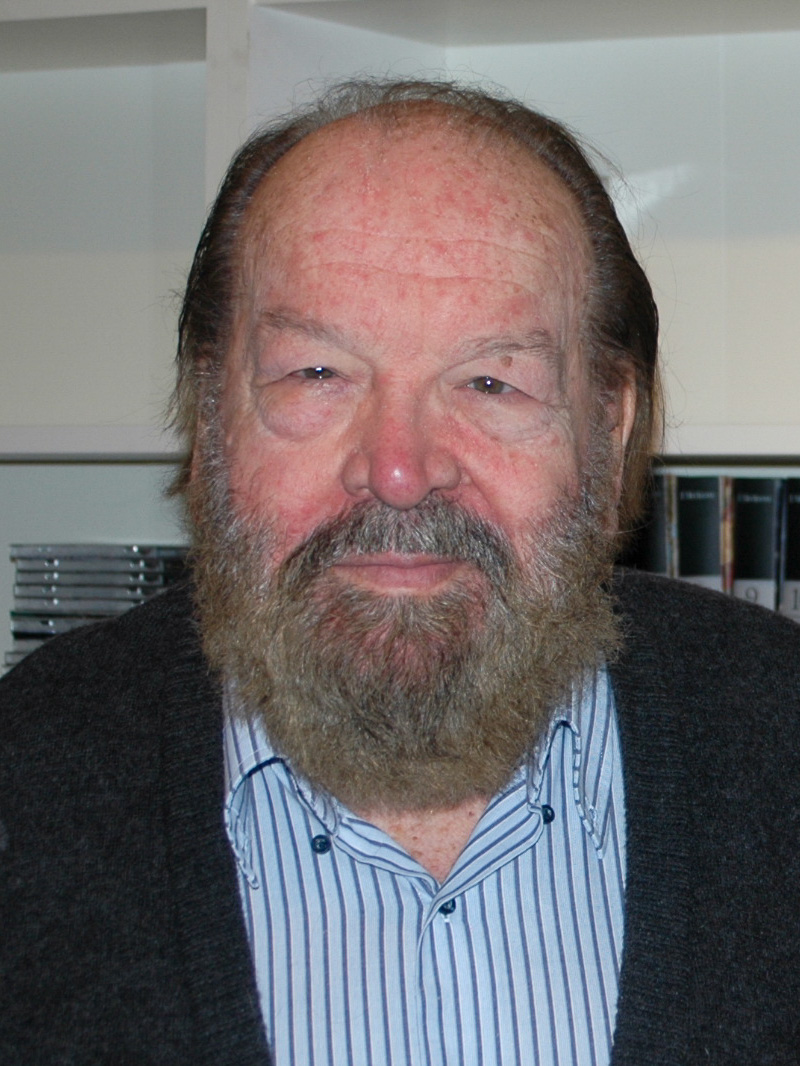
باد اسپنسر

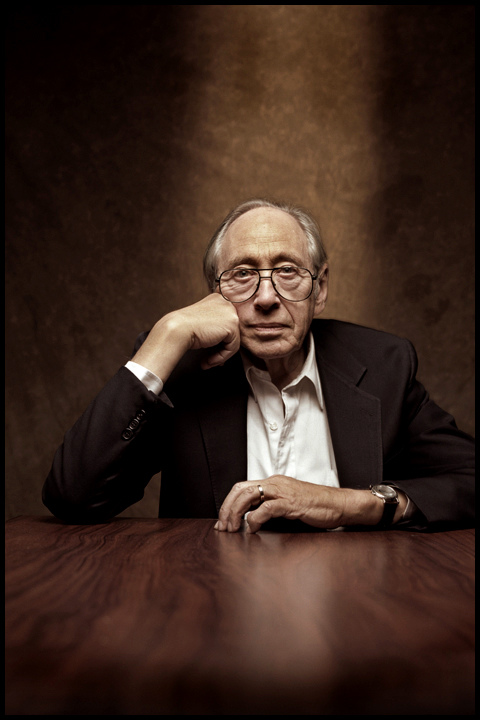
اَلوین تافلر

- ۲ ژوئن - توماس والتر بنرمن کیبل، فیزیکدان بریتانیایی (زادهٔ ۱۹۳۲)
- ۳ ژوئن - محمد علی کلی، بوکسور آمریکایی (زادهٔ ۱۹۴۲)
- ۴ ژوئن - بیل ریچموند، فیلم‌نامه‌نویس و تهیه‌کننده آمریکایی (زادهٔ ۱۹۲۱)
- ۵ ژوئن - ابولیلا، فرمانده نظامی سوری (زادهٔ ۱۹۸۴)
- ۵ ژوئن - پیتر شیفر، نمایش‌نامه‌نویس بریتانیایی (زادهٔ ۱۹۲۶)
- ۵ ژوئن - تریسا سالدانا، هنرپیشه آمریکایی (زادهٔ ۱۹۵۴)
- ۵ ژوئن - جروم برونر، روان‌شناس آمریکایی (زادهٔ ۱۹۱۵)
- ۵ ژوئن - ویکتور کورچنوی، شطرنج‌باز سوئیسی‌زادهٔ روسیه (زادهٔ ۱۹۳۱)
- ۶ ژوئن - استیون کشی، بازیکن فوتبال نیجریه‌ای (زادهٔ ۱۹۶۲)
- ۶ ژوئن - توماس پرکینز، کارآفرین آمریکایی (زادهٔ ۱۹۳۲)
- ۷ ژوئن - جانی بروکس، بازیکن فوتبال انگلیسی (زادهٔ ۱۹۳۱)
- ۸ ژوئن - مارینا مالفاتی، هنرپیشه ایتالیایی (زادهٔ ۱۹۳۳)
- ۹ ژوئن - قهار محکموف، سیاستمدار تاجیکستانی (زادهٔ ۱۹۳۲)
- ۱۰ ژوئن - جیوسپه ویرجیلی، بازیکن فوتبال ایتالیایی (زادهٔ ۱۹۴۰)
- ۱۰ ژوئن - کریستینا گریمی، خواننده-ترانه‌سرای آمریکایی (زادهٔ ۱۹۹۴)
- ۱۰ ژوئن - گوردی هاو، بازیکن هاکی روی یخ کانادایی (زادهٔ ۱۹۲۸)
- ۱۰ ژوئن - میمو پالمارا، هنرپیشه ایتالیایی (زادهٔ ۱۹۲۸)
- ۱۲ ژوئن - جانت والدو، هنرپیشه و صداپیشهٔ آمریکایی (زادهٔ ۱۹۲۰)
- ۱۲ ژوئن - جرج وینوویچ، سیاستمدار آمریکایی (زادهٔ ۱۹۳۶)
- ۱۲ ژوئن - عبدالله احمد، روزنامه‌نگار مالزیایی (زادهٔ ۱۹۳۷)
- ۱۲ ژوئن - عمر متین، قاتل دست جمعی آمریکایی افغان‌تبار (زادهٔ ۱۹۸۶)
- ۱۳ ژوئن - اوفلیا هامبارتسومیان، خواننده موسیقی فولک ارمنستانی (زادهٔ ۱۹۲۵)
- ۱۴ ژوئن - آن مورگن گیلبر، هنرپیشه آمریکایی (زادهٔ ۱۹۲۸)
- ۱۴ ژوئن - رانی کلیر ادواردز، هنرپیشه آمریکایی (زادهٔ ۱۹۳۳)
- ۱۴ ژوئن - هنری مک‌کالاو، نوازنده گیتار اهل ایرلند شمالی (زادهٔ ۱۹۴۳)
- ۱۵ ژوئن - لوئیس دانکن، نویسنده آمریکایی (زادهٔ ۱۹۳۴)
- ۱۶ ژوئن - جو کاکس، سیاستمدار بریتانیایی (زادهٔ ۱۹۷۴)
- ۱۷ ژوئن - رن لستر، هنرپیشه آمریکایی (زادهٔ ۱۹۷۰)
- ۱۸ ژوئن - ویتوریو مرلونی، کارآفرین و صنعتگر ایتالیایی (زادهٔ ۱۹۳۳)
- ۱۹ ژوئن - آنتون یلچین، بازیگر آمریکایی (زادهٔ ۱۹۸۹)
- ۲۲ ژوئن - یاشار نوری اوزتورک، الهی‌دان و سیاستمدار ترک (زادهٔ ۱۹۴۵)
- ۲۲ ژوئن - امجد صبری، خواننده قوالی پاکستانی (زادهٔ ۱۹۷۰)
- ۲۳ ژوئن - استنلی ماندلشتام، فیزیکدان تئوری آمریکایی (زادهٔ ۱۹۲۸)
- ۲۳ ژوئن - رالف استنلی، موسیقیدان آمریکایی (زادهٔ ۱۹۲۷)
- ۲۵ ژوئن - بیل کانینگهام، عکاس مد آمریکایی (زادهٔ ۱۹۲۹)
- ۲۵ ژوئن - موریس ژرژ دانتک، نویسنده و موسیقیدان فرانسوی (زادهٔ ۱۹۵۹)
- ۲۵ ژوئن - جوزپه فررا، کارگردان فیلم ایتالیایی (زادهٔ ۱۹۳۲)
- ۲۶ ژوئن - آستین کلارک، رمان‌نویس کانادایی (زادهٔ ۱۹۳۶)
- ۲۷ ژوئن - سیمون رامو، مهندس آمریکایی (زادهٔ ۱۹۱۳)
- ۲۷ ژوئن - باد اسپنسر، بازیگر ایتالیایی (زادهٔ ۱۹۲۹)
- ۲۷ ژوئن - الوین تافلر، نویسنده آمریکایی (زادهٔ ۱۹۲۸)
- ۲۸ ژوئن - اسکاتی مور، نوازنده گیتار آمریکایی (زادهٔ ۱۹۳۱)
- ۲۸ ژوئن - پت سامیت، مربی بسکتبال آمریکایی (زادهٔ ۱۹۵۲)
- ۳۰ ژوئن - جان کرادو گروس، شناگر ایتالیایی (زادهٔ ۱۹۴۲)
- ۳۰ ژوئن - جفری هیل، شاعر بریتانیایی (زادهٔ ۱۹۳۲)

### ژوئیه

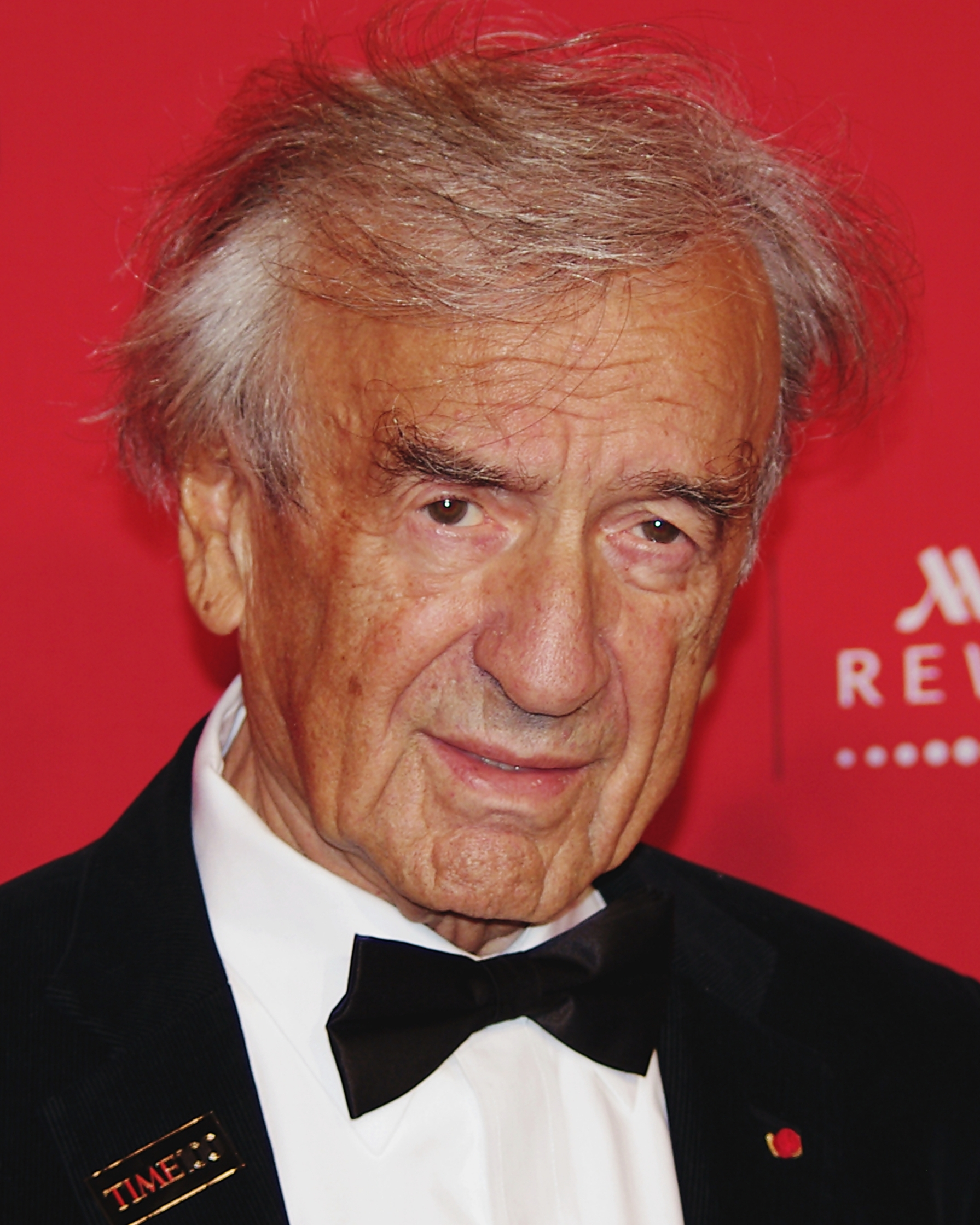
الی ویزل

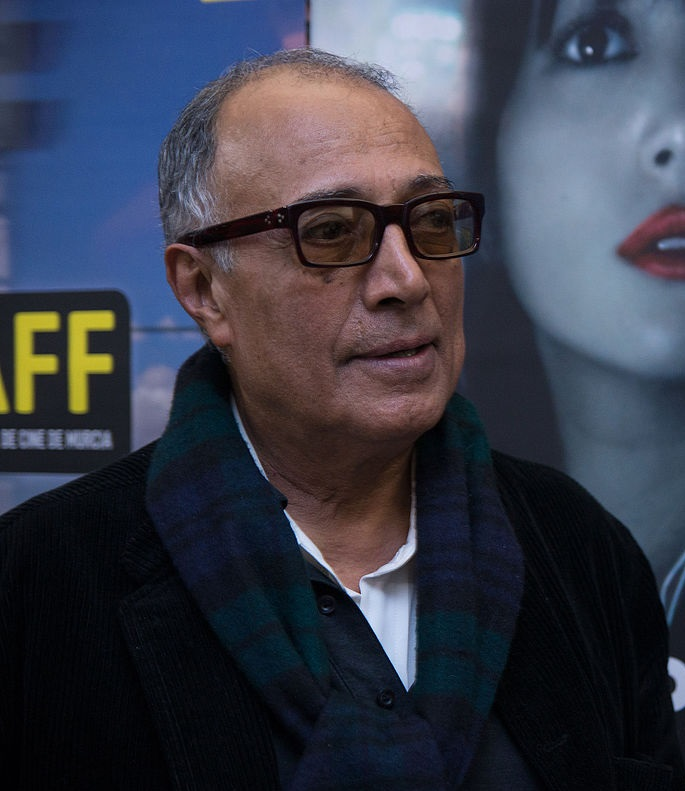
عباس کیارستمی

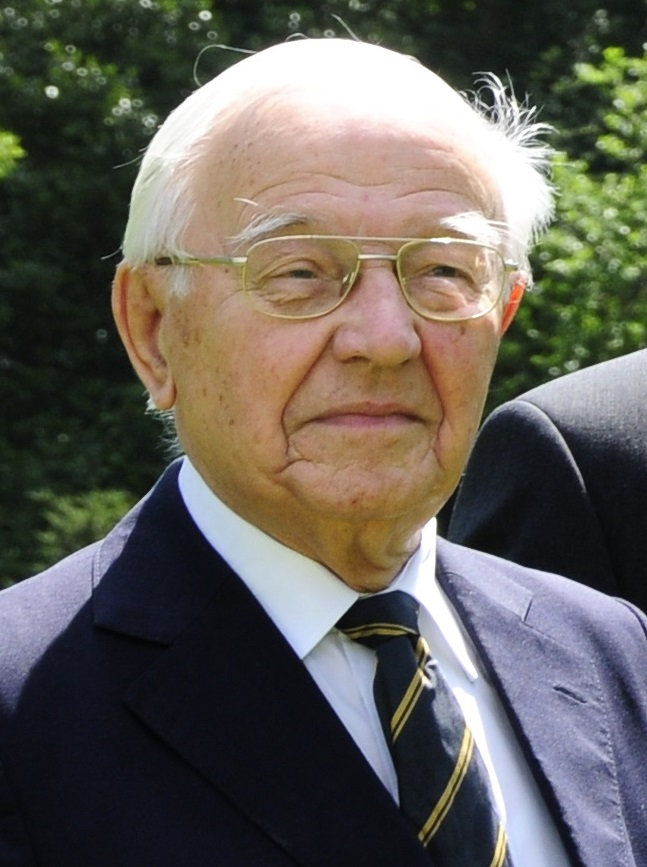
پیت دی یانگ

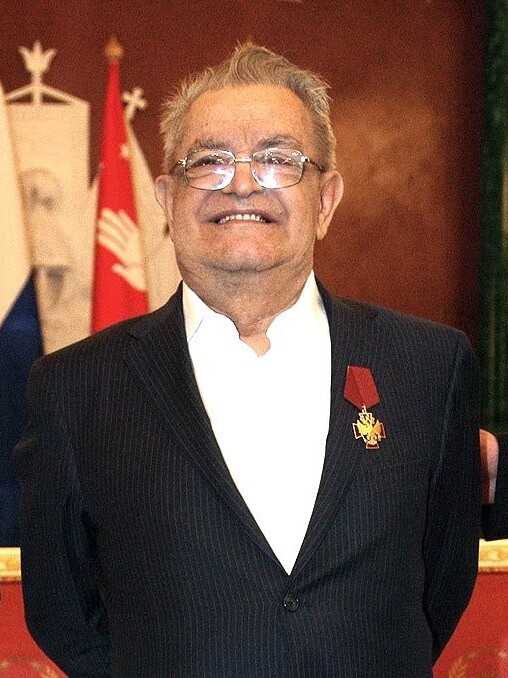
فاضل اسکندر

- ۱ ژوئیه - رابین هاردی، کارگردان فیلم بریتانیایی (زادهٔ ۱۹۲۹)
- ۱ ژوئیه - ایو بون‌فوآ، شاعر فرانسوی (زادهٔ ۱۹۲۳)
- ۲ ژوئیه - رودولف کالامان، مخترع آمریکایی مجارتبار (زادهٔ ۱۹۳۰)
- ۲ ژوئیه - الی ویزل، نویسنده آمریکایی‌زاده رومانی (زادهٔ ۱۹۲۸)
- ۲ ژوئیه - پاتریک مننیگ، سیاستمدار ترینیدادی (زادهٔ ۱۹۴۶)
- ۲ ژوئیه - جک سی. تیلور، کارآفرین میلیونر آمریکایی (زادهٔ ۱۹۲۳)
- ۲ ژوئیه - مایکل چیمینو، فیلم‌نامه‌نویس و کارگردان آمریکایی (زادهٔ ۱۹۳۹)
- ۲ ژوئیه - میشل روکار، سیاستمدار فرانسوی (زادهٔ ۱۹۳۰)
- ۳ ژوئیه - روژه دوما، کمدین و هنرپیشه فرانسوی (زادهٔ ۱۹۳۲)
- ۳ ژوئیه - میشل بومون، آریستوکرات بریتانیایی (زادهٔ ۱۹۲۷)
- ۳ ژوئیه - نوئل نیل، هنرپیشه آمریکایی (زادهٔ ۱۹۲۰)
- ۴ ژوئیه - عباس کیارستمی، کارگردان ایرانی (زادهٔ ۱۹۴۰)
- ۶ ژوئیه - تورگای سیرین، بازیکن و مفسر فوتبال اهل ترکیه (زادهٔ ۱۹۳۲)
- ۸ ژوئیه - عبدالستار ایدهی، نیکوکار پاکستانی (زادهٔ ۱۹۲۸)
- ۸ ژوئیه - ویلیام هاردی مک‌نیل، مورخ کانادایی (زادهٔ ۱۹۱۷)
- ۹ ژوئیه - سیلویانو پیووانلی، اسقف اعظم ایتالیایی (زادهٔ ۱۹۲۴)
- ۱۲ ژوئیه - گوران هادزیچ، سیاستمدار صرب متهم به جرائم جنگی (زادهٔ ۱۹۵۸)
- ۱۳ ژوئیه - هکتور بابنکو، کارگردان آرژانتینی (زادهٔ ۱۹۴۶)
- ۱۳ ژوئیه - برناردو پروونزانو، عضو مافیای کوسا نوسترا اهل ایتالیا (زادهٔ ۱۹۳۳)
- ۱۴ ژوئیه - پتر استرهازی، نویسندهٔ مجارستانی (زادهٔ ۱۹۵۰)
- ۱۶ ژوئیه - نیت تمند، بسکتبالیست آمریکایی (زادهٔ ۱۹۴۱)
- ۱۹ ژوئیه - گری مارشال، بازیگر، کارگردان و تهیه‌کننده آمریکایی (زادهٔ ۱۹۳۴)
- ۲۳ ژوئیه - توربیورن فلدین، سیاستمدار سوئدی (زادهٔ ۱۹۲۶)
- ۲۴ ژوئیه - مارنی نیکسون، خوانندهٔ اپرا اهل آمریکا (زادهٔ ۱۹۳۰)
- ۲۵ ژوئیه - خلیل اینالجق، مورخ اهل ترکیه (زادهٔ ۱۹۱۶)
- ۲۷ ژوئیه - اینویوهانی رائوتاوارا، موسیقی‌دان و آهنگ‌ساز فنلاندی (زادهٔ ۱۹۲۸)
- ۲۷ ژوئیه - پیت دی یانگ، ۴۳امین نخست‌وزیر هلند (زادهٔ ۱۹۱۵)
- ۲۸ ژوئیه - ماهاس‌وِتا دِوی، نویسندهٔ هندی (زادهٔ ۱۹۲۶)
- ۲۸ ژوئیه - امیل درلین زینسو، پزشک و سیاستمدار اهل بنین (زادهٔ ۱۹۱۸)
- ۳۰ ژوئیه - گلوریا دهیون، بازیگر و خواننده اهل آمریکا (زادهٔ ۱۹۲۵)
- ۳۱ ژوئیه - سیمور پاپرت، ریاضی‌دان و دانشمند علوم رایانه اهل آفریقای جنوبی (زادهٔ ۱۹۲۸)
- ۳۱ ژوئیه - فاضل اسکندر، نویسندهٔ ایرانی‌تبار اهل آبخاز (زادهٔ ۱۹۲۹)
- ۳۱ ژوئیه - چیونوفوجی میتسوگو، کُشتی‌گیر سومو اهل ژاپن (زادهٔ ۱۹۵۵)

### اوت

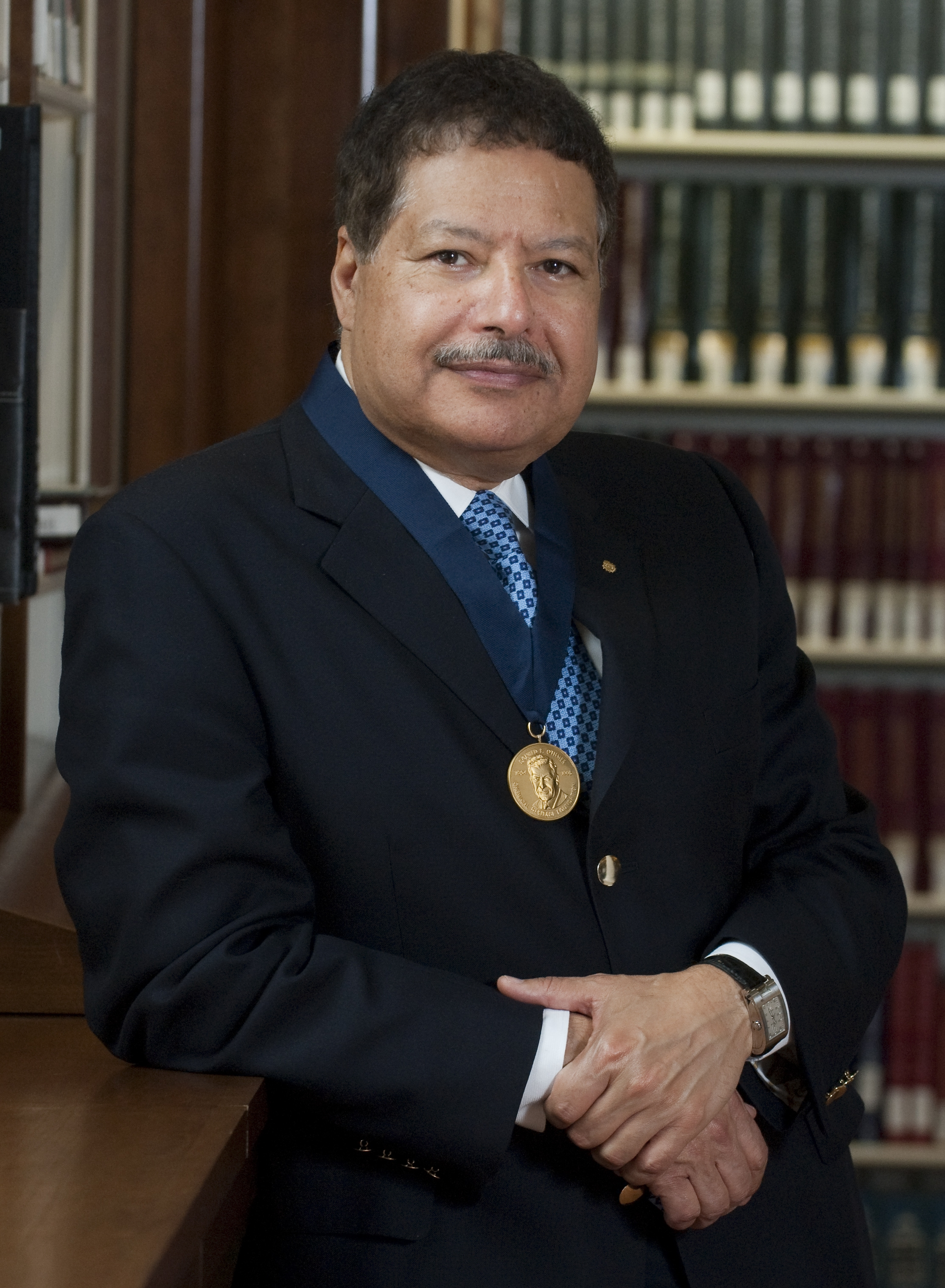
احمد حسن زویل

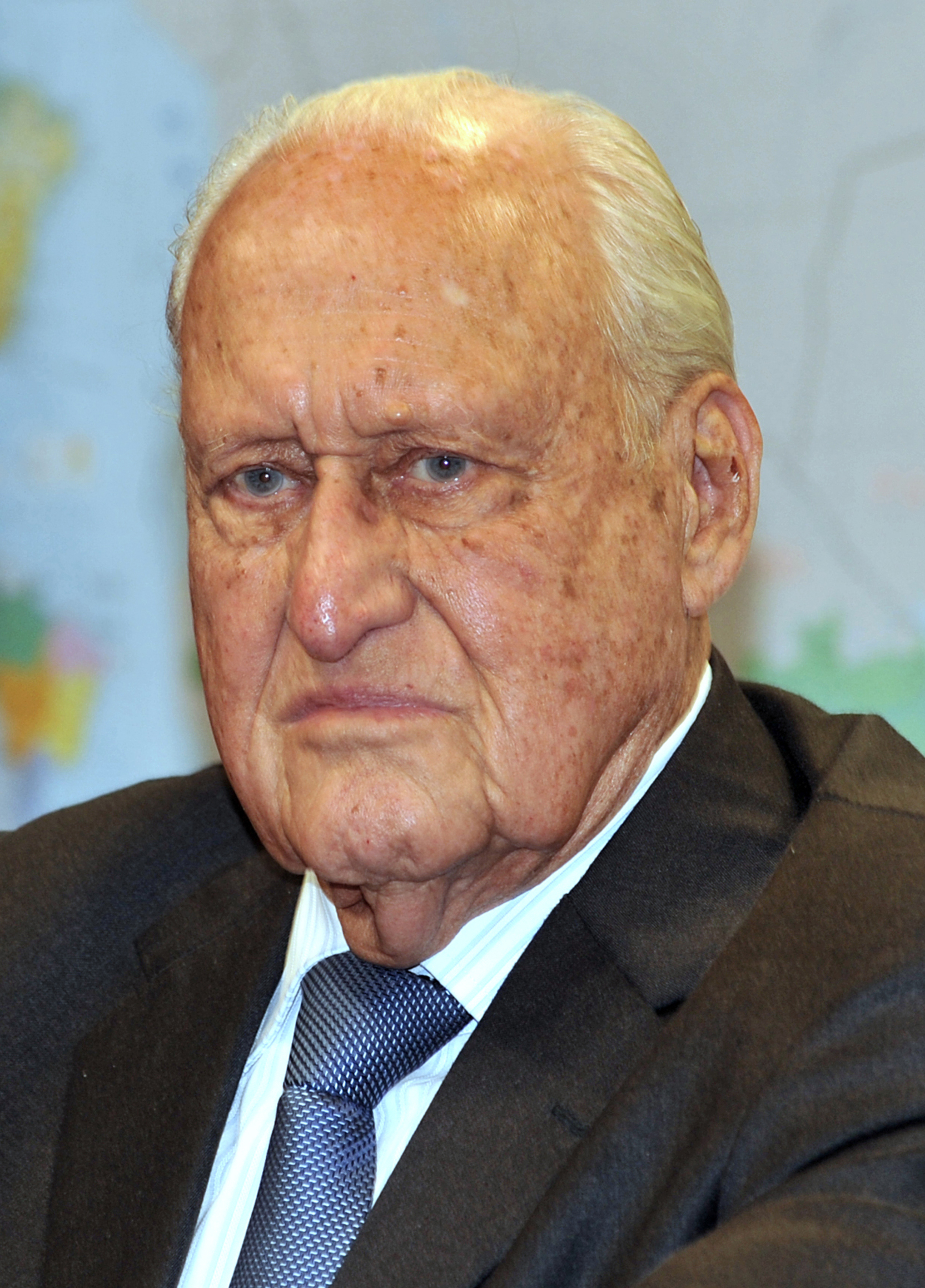
ژائو هاولانژ

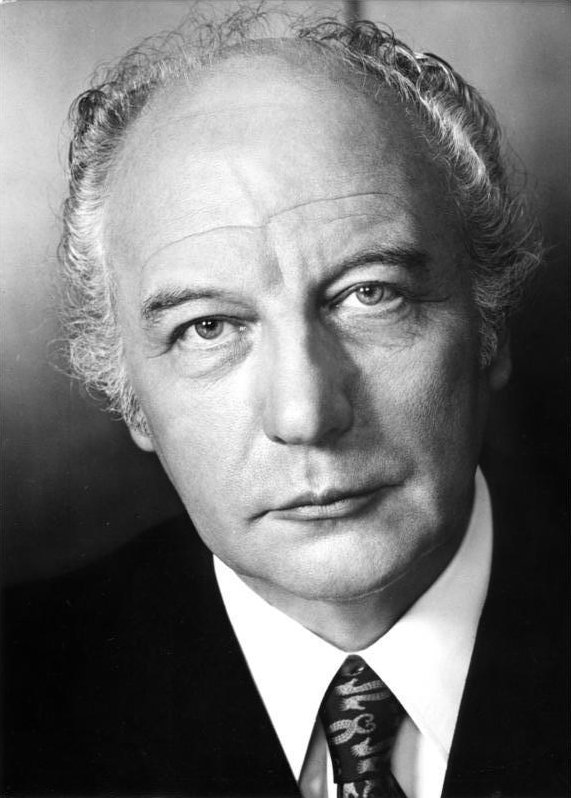
والتر شیل

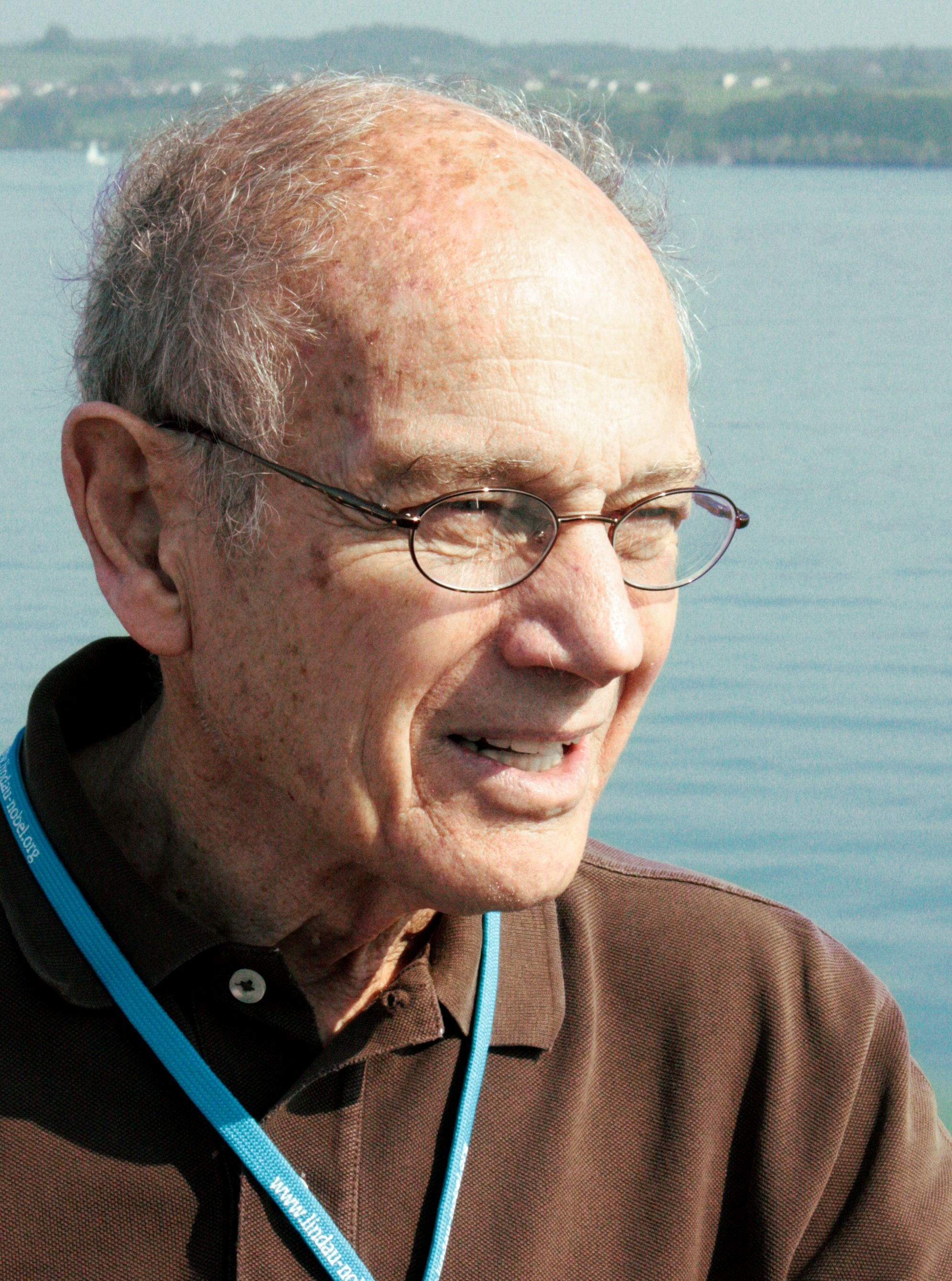
جیمز کرونین

- ۱ اوت - ملکه آن رومانی، همسر شاه سابق رومانی (زادهٔ ۱۹۲۳)
- ۲ اوت - دیوید هادلستون، بازیگر آمریکایی (زادهٔ ۱۹۳۰)
- ۲ اوت - احمد حسن زویل، شیمی‌دان مصری آمریکایی (زادهٔ ۱۹۴۶)
- ۳ اوت - کریستوفر آمون، رانندهٔ رالی اهل زلاند نو (زادهٔ ۱۹۴۳)
- ۵ اوت - آلفونس اگلی، سیاستمدار سوئیسی (زادهٔ ۱۹۲۴)
- ۱۳ اوت - کنی بیکر، بازیگر بریتانیایی (زادهٔ ۱۹۳۴)
- ۱۳ اوت - فرانسواز ماله-ژوریس، نویسنده بلژیکی (زادهٔ ۱۹۳۰)
- ۱۴ اوت - هرمان کانت، نویسنده آلمانی (زادهٔ ۱۹۲۶)
- ۱۴ اوت - فایووش فینکل، بازیگر آمریکایی (زادهٔ ۱۹۲۲)
- ۱۵ اوت - دالیان اتکینسون، فوتبالیست انگلیسی (زادهٔ ۱۹۶۸)
- ۱۵ اوت - اشتفان هنزه، قایقران آلمانی (زادهٔ ۱۹۸۱)
- ۱۵ اوت - بابی هاچرسن، نوازنده جاز اهل آمریکا (زادهٔ ۱۹۴۱)
- ۱۶ اوت - اندرو فلوران، تنیس‌باز استرالیایی (زادهٔ ۱۹۷۰)
- ۱۶ اوت - ژائو هاولانژ، ورزشکار برزیلی و رئیس فیفا (زادهٔ ۱۹۱۶)
- ۱۷ اوت - آرتور هیلر، کارگردان کانادایی (زادهٔ ۱۹۲۳)
- ۱۸ اوت - ارنست نولته، فیلسوف و مورخ آلمانی (زادهٔ ۱۹۲۳)
- ۱۹ اوت - لو پرلمان، تهیه‌کننده موسیقی اهل آمریکا (زادهٔ ۱۹۵۴)
- ۱۹ اوت - نینا پونوماریانوا، ورزشکار روس (زادهٔ ۱۹۲۹)
- ۲۲ اوت - سلاپان راماناتان، سیاستمدار سنگاپوری (زادهٔ ۱۹۲۴)
- ۲۲ اوت - توتس تیلمانز، نوازنده جاز اهل بلژیک (زادهٔ ۱۹۲۲)
- ۲۳ اوت - استیون هیل، بازیگر آمریکایی (زادهٔ ۱۹۲۲)
- ۲۳ اوت - بریت موردره لامدال، اسکی‌باز نروژی (زادهٔ ۱۹۴۰)
- ۲۳ اوت - راینهارد سیلتن، اقتصاددان آلمانی (زادهٔ ۱۹۳۰)
- ۲۴ اوت - میشل بوتور، شاعر و نویسنده فرانسوی (زادهٔ ۱۹۲۶)
- ۲۴ اوت - والتر شیل، رئیس‌جمهور آلمان غربی (زادهٔ ۱۹۱۹)
- ۲۵ اوت - جیمز کرونین، فیزیکدان هسته‌ای آمریکایی (زادهٔ ۱۹۳۱)
- ۲۵ اوت - سونیا ریکی‌یل، طراح مد فرانسوی (زادهٔ ۱۹۳۰)
- ۲۵ اوت - رودی وان گلدر، مهندس صدا اهل آمریکا (زادهٔ ۱۹۲۴)
- ۲۸ اوت - خوآن گابریل، ترانه‌سرا و خواننده مکزیکی (زادهٔ ۱۹۵۰)
- ۲۹ اوت - جین وایلدر، بازیگر آمریکایی (زادهٔ ۱۹۳۳)
- ۲۹ اوت - بنیامین بن الیعزر، سیاستمدار اسرائیلی (زادهٔ ۱۹۳۶)
- ۳۰ اوت - ویرا چاسلاوسکا، ژیمناست اهل چک (زادهٔ ۱۹۴۲)
- ۳۰ اوت - مارک ریبو، عکاس و گزارشگر فرانسوی (زادهٔ ۱۹۲۳)

### سپتامبر

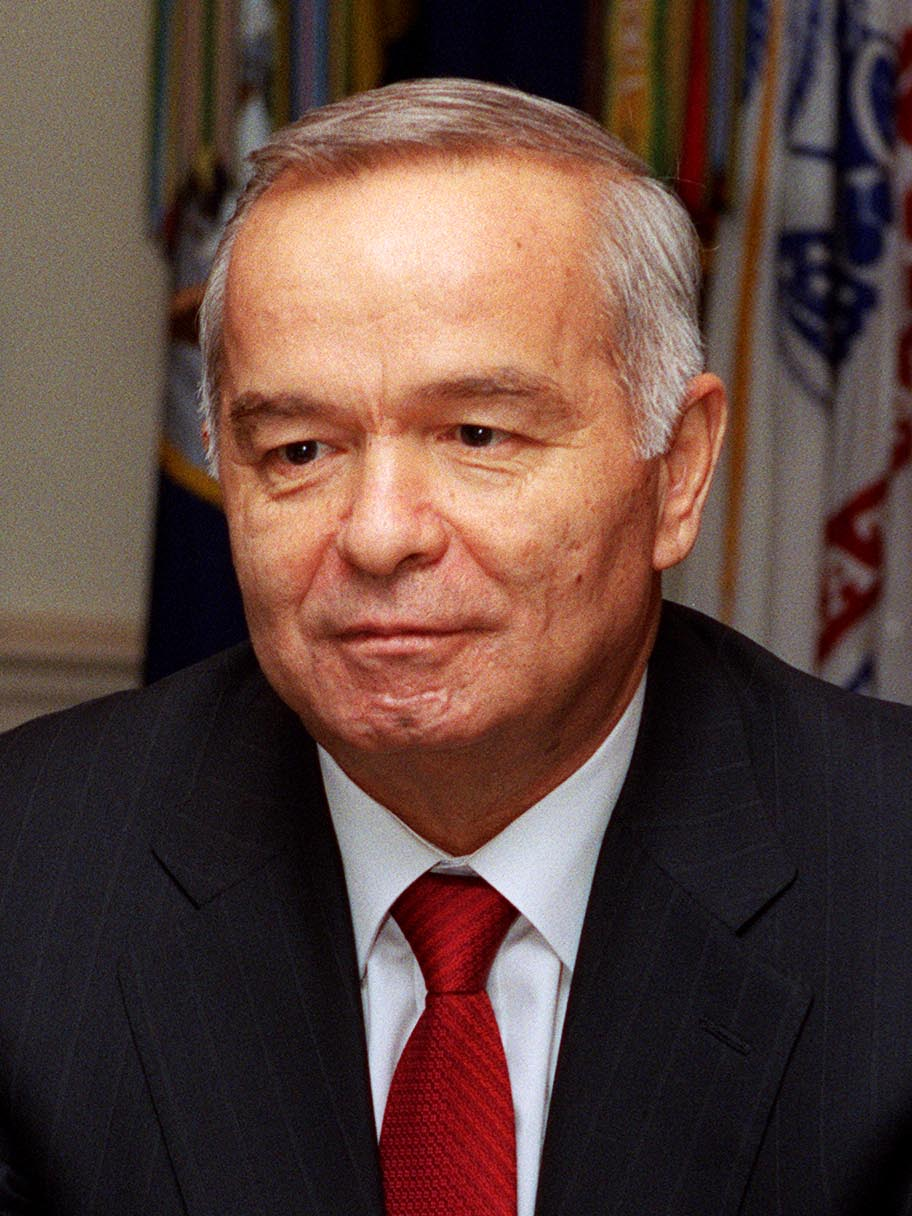
اسلام کریموف

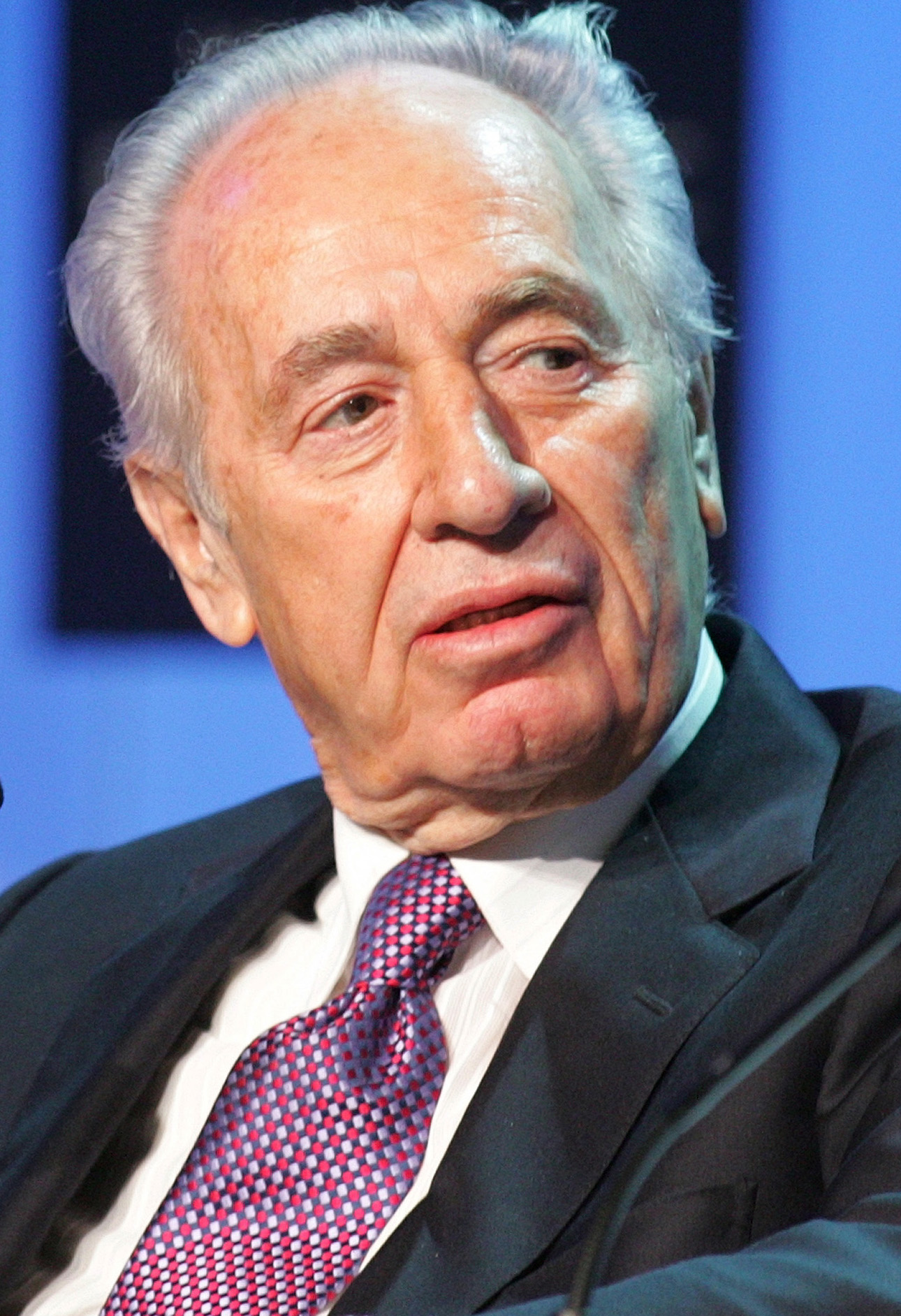
شیمون پرز

- ۱ سپتامبر - جاون پالیتو، بازیگر آمریکایی (زادهٔ ۱۹۵۰)
- ۲ سپتامبر - اسلام کریموف، رئیس‌جمهور ازبکستان (زادهٔ ۱۹۳۸)
- ۳ سپتامبر - ژان-کریستوف یوکوز، ریاضی‌دان فرانسوی (زادهٔ ۱۹۵۷)
- ۵ سپتامبر - هیو اوبراین، بازیگر آمریکایی (زادهٔ ۱۹۲۵)
- ۵ سپتامبر - فیلیس شلفلی، فعال سیاسی و نویسنده آمریکایی (زادهٔ ۱۹۲۴)
- ۷ سپتامبر - جوزف کلر، ریاضی‌دان آمریکایی (زادهٔ ۱۹۲۳)
- ۱۱ سپتامبر - آلکسیس آرکت، بازیگر آمریکایی (زادهٔ ۱۹۶۹)
- ۱۲ سپتامبر - شاندور چوری، شاعر مجارستانی (زادهٔ ۱۹۳۰)
- ۱۳ سپتامبر - جاناتان رایلی اسمیت، مورخ متخصص قرون وسطی (زادهٔ ۱۹۳۸)
- ۱۴ سپتامبر – ادوارد گوسف، دوچرخه‌سوار اهل اتحاد جماهیر شوروی سوسیالیستی (ز. ۱۹۳۶)
- ۱۶ سپتامبر - ادوارد آلبی، نمایشنامه‌نویس آمریکایی (زادهٔ ۱۹۲۸)
- ۱۶ سپتامبر - گابریل امورث، کشیش و جن‌گیر ایتالیایی (زادهٔ ۱۹۲۵)
- ۱۶ سپتامبر - کارلو آدزلیو چیامپی، دهمین رئیس‌جمهور و ۴۹امین نخست‌وزیر ایتالیا (زادهٔ ۱۹۲۰)
- ۱۶ سپتامبر - آنتونیو ماسکارنهاس مونتیرو، دومین رئیس‌جمهور کیپ ورد (زادهٔ ۱۹۴۴)
- ۱۷ سپتامبر - شارمین کار، بازیگر آمریکایی (زادهٔ ۱۹۴۲)
- ۱۷ سپتامبر - سیگه پارلینگ، فوتبالیست سوئدی (زادهٔ ۱۹۳۰)
- ۲۰ سپتامبر - کرتیس هنسن، کارگردان و بازیگر آمریکایی (زادهٔ ۱۹۴۵)
- ۲۳ سپتامبر - مارسل آرتلسا، بازیکن فوتبال اهل فرانسه (زادهٔ ۱۹۳۸)
- ۲۴ سپتامبر - بیل مولیسون، پژوهشگر، نویسنده و زیست‌شناس استرالیایی (زادهٔ ۱۹۳۸)
- ۲۴ سپتامبر - بیل نون، بازیگر آمریکایی (زادهٔ ۱۹۵۲)
- ۲۵ سپتامبر - دیوید پادیلا، ۶۴امین رئیس‌جمهور بولیوی (زادهٔ ۱۹۲۷)
- ۲۵ سپتامبر - آرنولد پالمر، بازیکن گلف اهل آمریکا (زادهٔ ۱۹۲۹)
- ۲۶ سپتامبر - هرشل گوردون لوییس، کارگردان و فیلم‌نامه‌نویس آمریکایی (زادهٔ ۱۹۲۹)
- ۲۷ سپتامبر - جمشید آموزگار، ۷۱امین نخست‌وزیر ایران (زادهٔ ۱۹۲۳)
- ۲۸ سپتامبر - شیمون پرز، نهمین رئیس‌جمهور و هشتمین نخست‌وزیر اسرائیل (زادهٔ ۱۹۲۳)
- ۲۹ سپتامبر - میریام دیفنسر سانتیاگو، سیاستمدار فیلیپینی (زادهٔ ۱۹۴۵)

### اکتبر

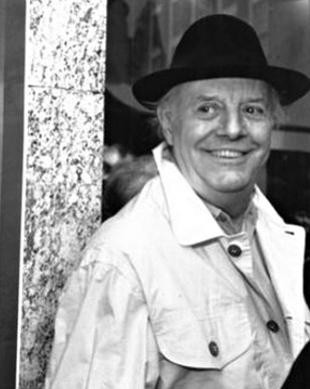
داریو فو

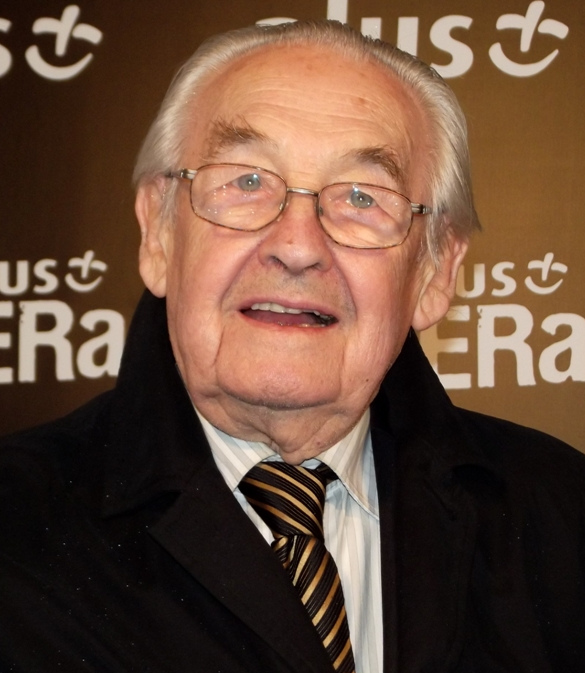
آندری وایدا

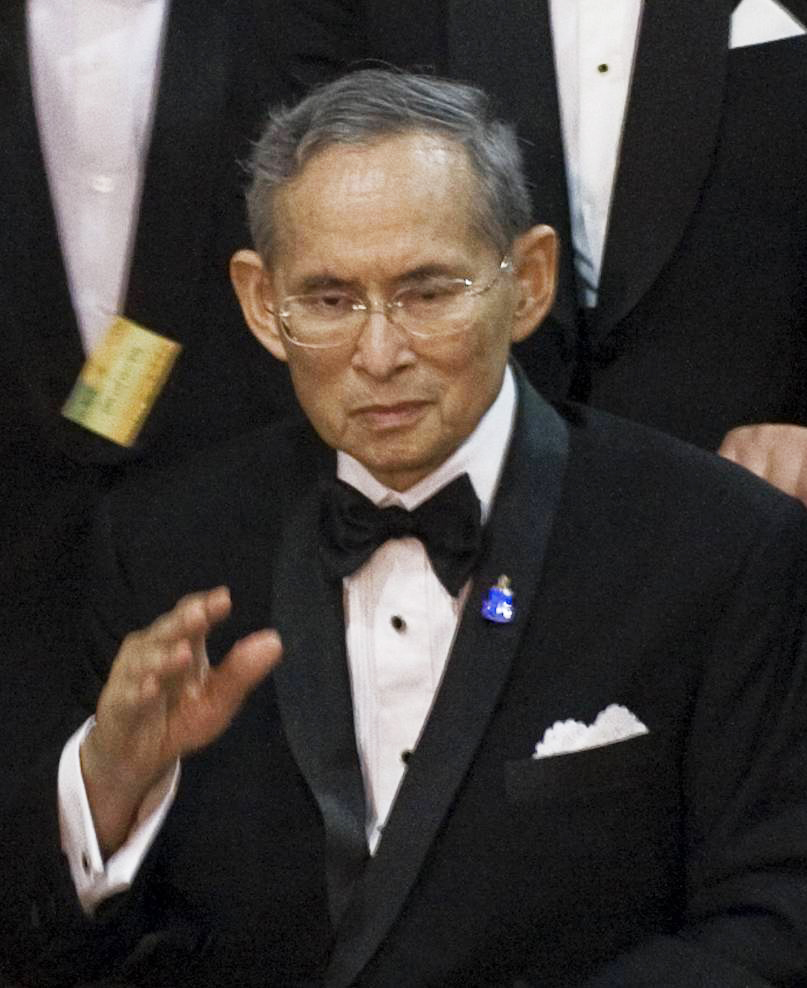
بهومیبول آدولیادج

- ۱ اکتبر - دیوید هرد، بازیکن فوتبال اهل بریتانیا (زادهٔ ۱۹۳۴)
- ۲ اکتبر - نویل مارینر، نوازنده ویولون اهل انگلستان (زادهٔ ۱۹۲۴)
- ۲ اکتبر - هانوی‌های، گوینده رادیو اهل ویتنام (زادهٔ ۱۹۳۱)
- ۴ اکتبر - بریجت‌هامان، نویسنده و مورخ آلمانی-اتریشی (زادهٔ ۱۹۴۰)
- ۵ اکتبر - میکال کواچ، نخستین رئیس‌جمهور اسلواکی (زادهٔ ۱۹۳۰)
- ۸ اکتبر - استیلانوس پاتاکوس، نظامی یونانی (زادهٔ ۱۹۱۲)
- ۹ اکتبر - آندری وایدا، کارگردان لهستانی (زادهٔ ۱۹۲۶)
- ۹ اکتبر - محمد دمبله، سومین نخست‌وزیر مالی (زادهٔ ۱۹۳۴)
- ۱۳ اکتبر - داریو فو، نمایشنامه‌نویس، کمدین و بازیگر ایتالیایی (زادهٔ ۱۹۲۶)
- ۱۳ اکتبر - بهومیبول آدولیادج، نهمین پادشاه تایلند از دودمان چاکری (زادهٔ ۱۹۲۷)
- ۱۴ اکتبر - کلیم چریومف، اخترشناس اوکراینی (زادهٔ ۱۹۳۷)
- ۱۶ اکتبر - کیگلی، پنجمین شاه روآندا (زادهٔ ۱۹۳۶)
- ۲۰ اکتبر - مایکل ماسی، بازیگر آمریکایی (زادهٔ ۱۹۵۵)
- ۲۰ اکتبر - جونکو تابی، کوهنورد آمریکایی (زادهٔ ۱۹۳۹)
- ۲۳ اکتبر - خلیفه بن حمد آل ثانی، امیر قطر (زادهٔ ۱۹۳۲)
- ۲۳ اکتبر - پت برنز، خواننده بریتانیایی (زادهٔ ۱۹۵۹)
- ۲۴ اکتبر - خورخه باتل ایبانز، ۳۸امین رئیس‌جمهور اروگوئه (زادهٔ ۱۹۲۷)
- ۲۴ اکتبر - بنجامین کرم، نویسندهٔ باطن‌گرای غربی اهل اسکاتلند (زادهٔ ۱۹۵۹)
- ۲۷ اکتبر - توکاهیتو میکاسا، شاهزاده ژاپنی (زادهٔ ۱۹۱۵)
- ۲۸ اکتبر - ملحم برکات، موسیقی‌دان، خواننده، آهنگساز و بازیگر تئاتر اهل لبنان (زادهٔ ۱۹۴۵)
- ۲۸ اکتبر - نیکولاس برثوایت، سومین نخست‌وزیر گرانادا (زادهٔ ۱۹۲۵)
- ۲۹ اکتبر - رولاند دیانس، گیتاریست و آهنگساز فرانسوی (زادهٔ ۱۹۵۵)
- ۲۹ اکتبر - پن سووان، ۳۲امین نخست‌وزیر کامبوج (زادهٔ ۱۹۳۶)
- ۳۱ اکتبر - سیلویو گاتزانیگا، مجسمه‌ساز ایتالیایی (زادهٔ ۱۹۲۱)

### نوامبر

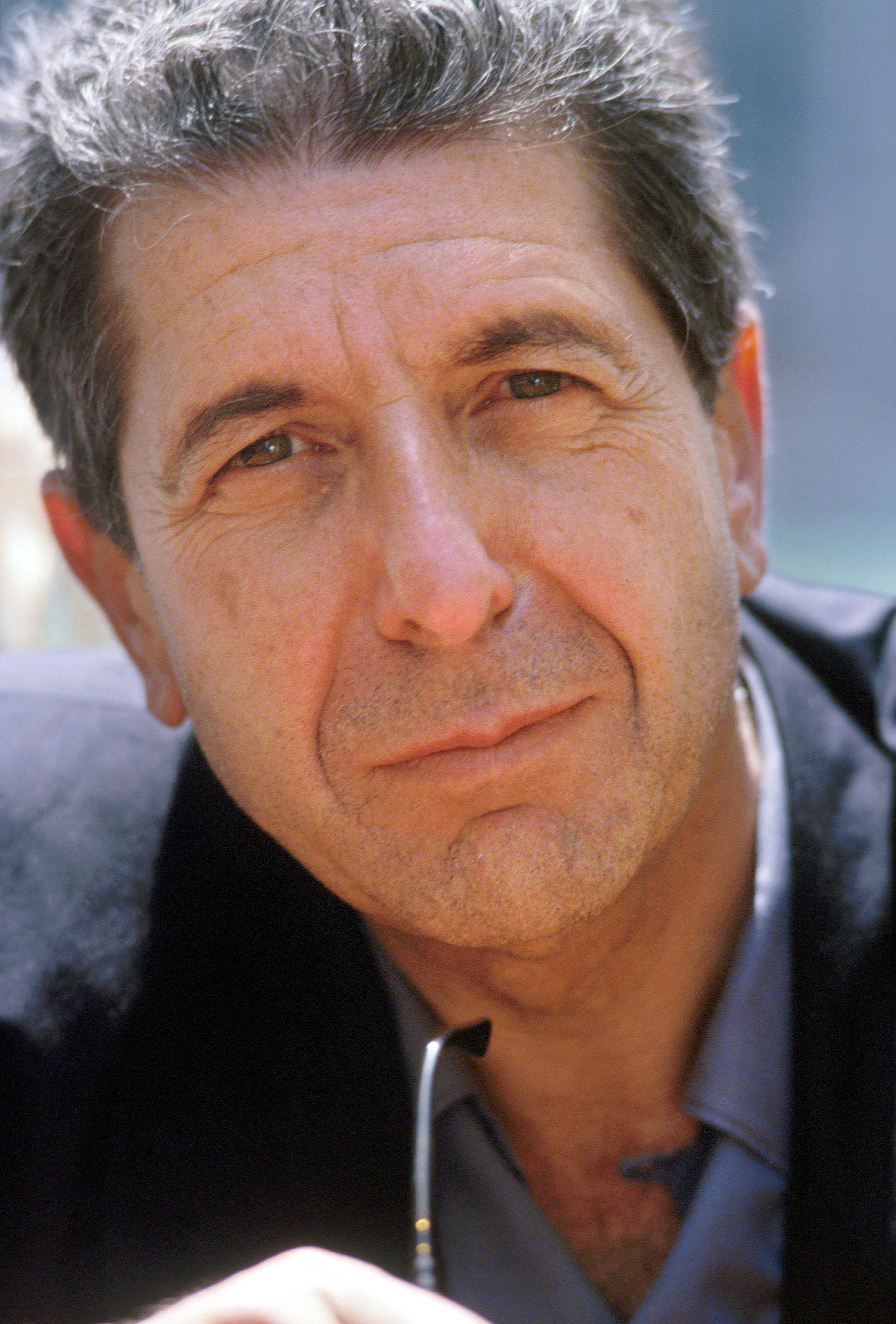
لئونارد کوهن

جی فارستر

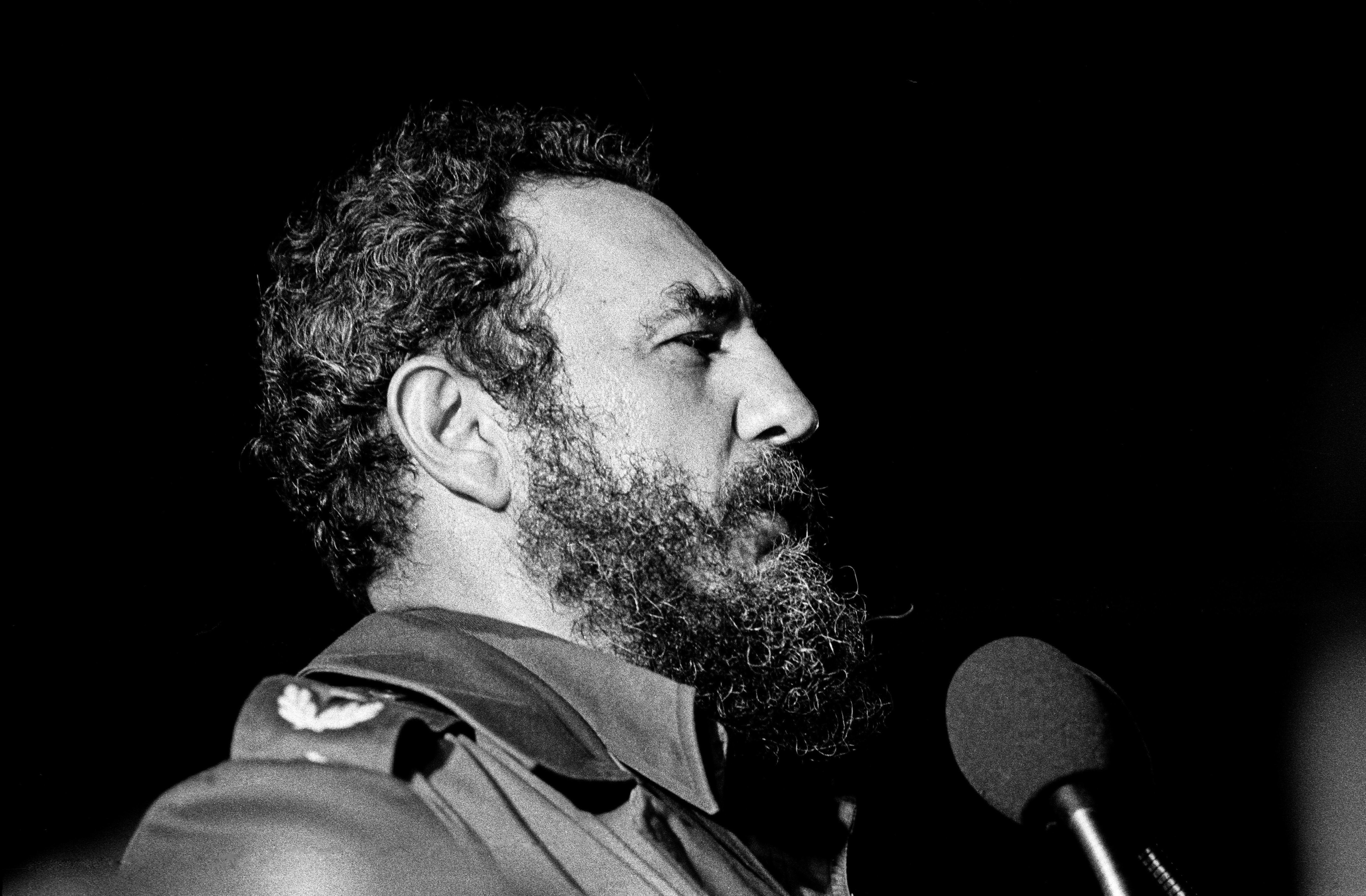
فیدل کاسترو

- ۶ نوامبر - زولتان کوچیش، آهنگساز مجارستانی (زادهٔ ۱۹۵۲)
- ۷ نوامبر - جنت رینو، حقوق‌دان آمریکایی (زادهٔ ۱۹۳۸)
- ۷ نوامبر - لئونارد کوهن، شاعر و خواننده کانادایی (زادهٔ ۱۹۳۴)
- ۱۱ نوامبر - ایلزه آیشینگر، نویسندهٔ اتریشی (زادهٔ ۱۹۲۱)
- ۱۱ نوامبر - رابرت وان، بازیگر آمریکایی (زادهٔ ۱۹۳۲)
- ۱۲ نوامبر - لوپیتا توبار، بازیگر آمریکایی-مکزیکی (زادهٔ ۱۹۱۰)
- ۱۳ نوامبر - لیون راسل، موسیقی‌دان آمریکایی (زادهٔ ۱۹۴۲)
- ۱۴ نوامبر - گاردنار مالوی، تنیس‌باز آمریکایی (زادهٔ ۱۹۱۳)
- ۱۵ نوامبر - سیکستو دوران بالن، سیاستمدار اکوادوریایی (زادهٔ ۱۹۲۱)
- ۱۶ نوامبر - جی فارستر، دانشمند رایانه اهل آمریکا (زادهٔ ۱۹۱۸)
- ۱۶ نوامبر - ملوین لرد، سیاستمدار آمریکایی (زادهٔ ۱۹۲۲)
- ۱۷ نوامبر - ویتنی اسمیت، پرچم‌شناس آمریکایی (زادهٔ ۱۹۴۰)
- ۱۸ نوامبر - دنتون کولی، جراح قلب اهل آمریکا (زادهٔ ۱۹۲۰)
- ۲۰ نوامبر - کنستانتینوس استفانوپولوس، پنجمین رئیس‌جمهور یونان (زادهٔ ۱۹۲۶)
- ۲۱ نوامبر - ویلیام ترور، نویسندهٔ ایرلندی (زادهٔ ۱۹۲۸)
- ۲۳ نوامبر - اندرو ساکس، نویسندهٔ ایرلندی (زادهٔ ۱۹۳۰)
- ۲۳ نوامبر - فلورانس هندرسون، بازیگر آمریکایی (زادهٔ ۱۹۳۴)
- ۲۴ نوامبر - پائولین اولیوروس، موسیقی‌دان آمریکایی (زادهٔ ۱۹۳۴)
- ۲۵ نوامبر - فیدل کاسترو، شانزدهمین نخست‌وزیر و هفدهمین رئیس‌جمهور کوبا (زادهٔ ۱۹۲۶)
- ۲۵ نوامبر - ران گلس، بازیگر آمریکایی (زادهٔ ۱۹۳۳)
- ۲۵ نوامبر - دیوید همیلتون، عکاس انگلیسی (زادهٔ ۱۹۳۳)
- ۲۷ نوامبر - ایوانیس گریواس، ۱۷۶مین نخست‌وزیر یونان (زادهٔ ۱۹۲۳)
- ۲۸ نوامبر - مارک تایمانف، شطرنج‌باز روس (زادهٔ ۱۹۲۶)
- ۲۹ نوامبر - لوئیس آلبرتو مونگه، ۳۹مین رئیس‌جمهور کاستاریکا (زادهٔ ۱۹۲۵)

### دسامبر

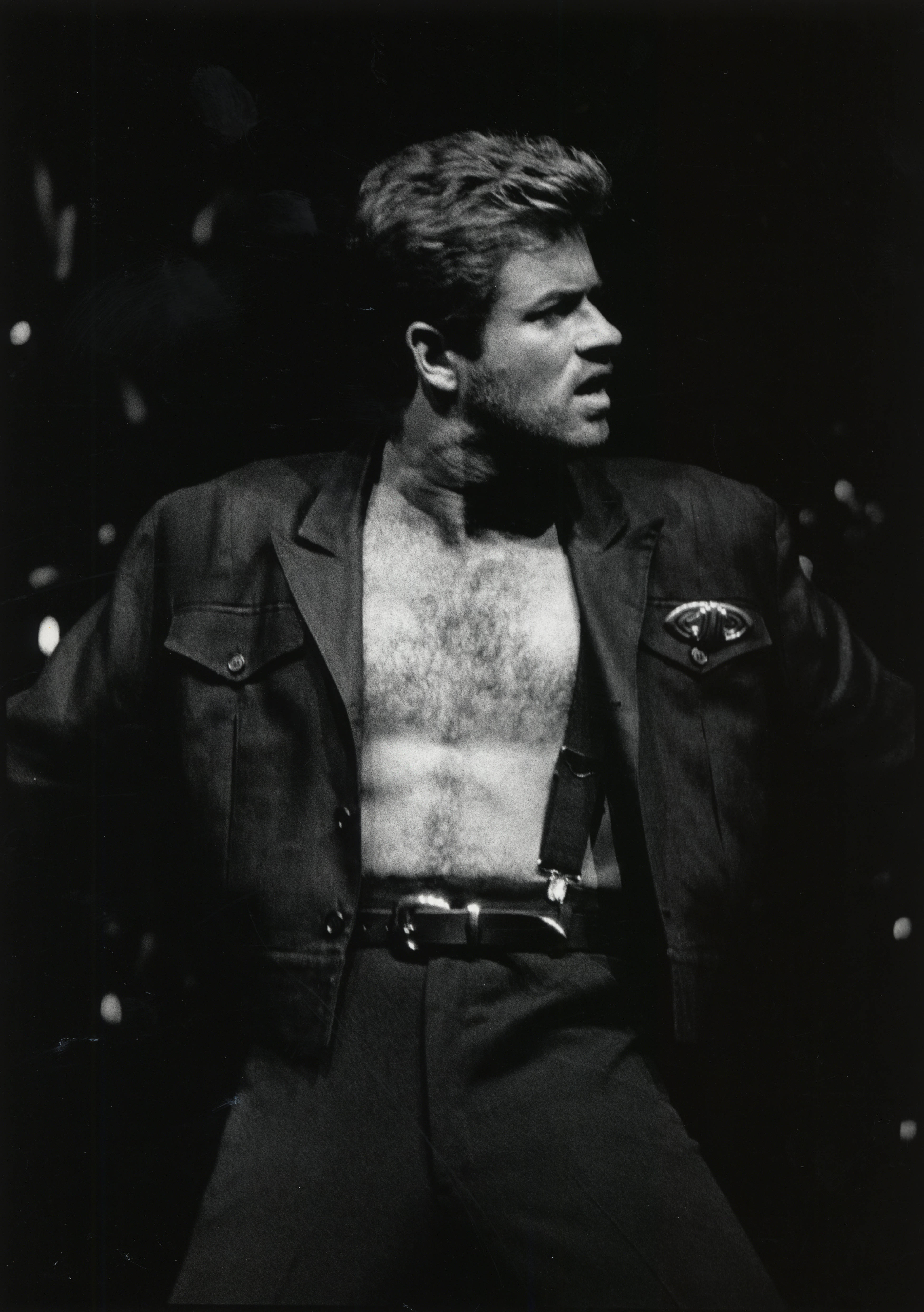
جرج مایکل

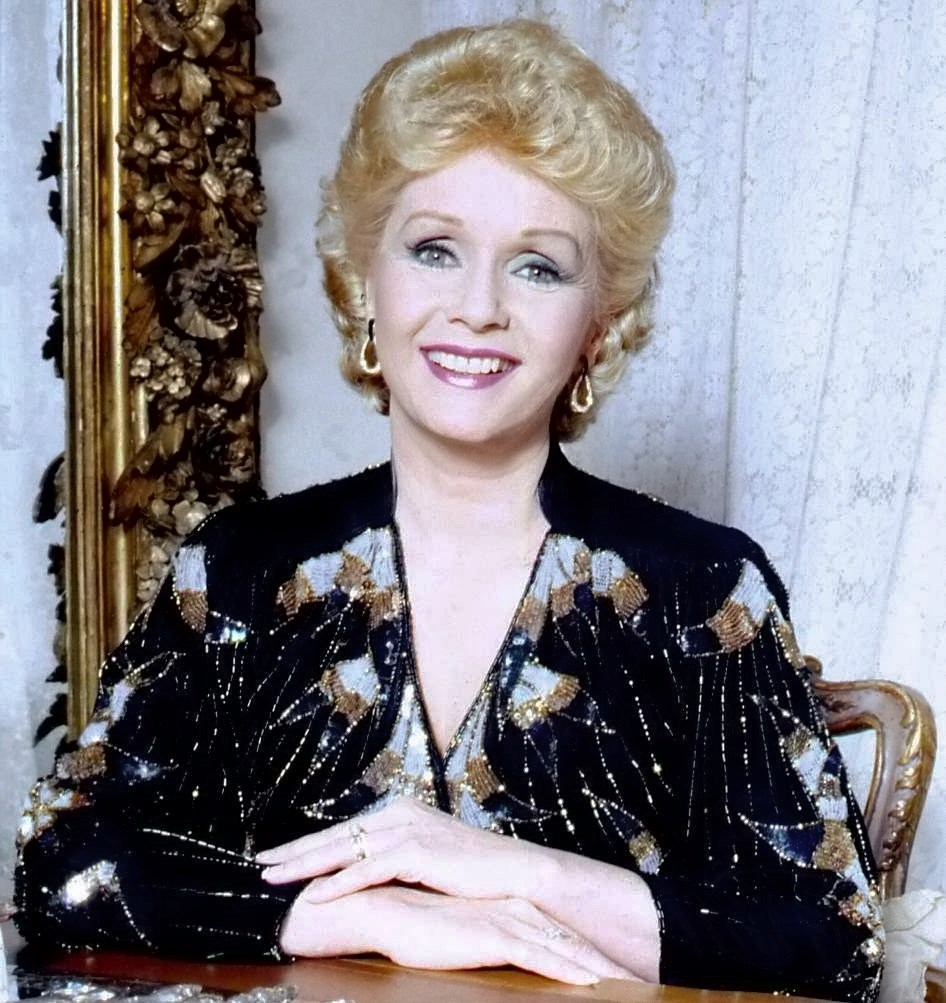
دبی رینولدز

- ۵ دسامبر - حیدر جمال، اسلام‌شناس روس (زادهٔ ۱۹۴۷)
- ۶ دسامبر - پیتر وان، بازیگر بریتانیایی (زادهٔ ۱۹۲۳)
- ۷ دسامبر - گرگ لیک، موسیقی‌دان بریتانیایی (زادهٔ ۱۹۴۷)
- ۸ دسامبر - جان گلن، سیاستمدار، خلبان و فضانورد آمریکایی (زادهٔ ۱۹۲۱)
- ۸ دسامبر - جوزف ماسکولو، بازیگر آمریکایی (زادهٔ ۱۹۲۹)
- ۱۳ دسامبر - توماس شلینگ، اقتصاددان آمریکایی برنده نوبل (زادهٔ ۱۹۲۱)
- ۱۳ دسامبر - آلن تیک، بازیگر کانادایی (زادهٔ ۱۹۴۷)
- ۱۴ دسامبر - برنار فاکس، بازیگر بریتانیایی (زادهٔ ۱۹۲۷)
- ۱۷ دسامبر - هنری هیملیچ، پزشک آمریکایی (زادهٔ ۱۹۲۰)
- ۱۸ دسامبر - ژاژا گابور، بازیگر آمریکایی-مجاری (زادهٔ ۱۹۱۷)
- ۲۰ دسامبر - میشل مورگان، بازیگر فرانسوی (زادهٔ ۱۹۲۰)
- ۲۳ دسامبر - پیرز سلرز، فضانورد و هواشناس بریتانیایی-آمریکایی (زادهٔ ۱۹۵۵)
- ۲۴ دسامبر - ریچارد آدامز، نویسنده بریتانیایی (زادهٔ ۱۹۲۰)
- ۲۴ دسامبر - ریک پارفیت، موسیقی‌دان بریتانیایی (زادهٔ ۱۹۴۸)
- ۲۴ دسامبر - لیز اسمیت، بازیگر بریتانیایی (زادهٔ ۱۹۲۱)
- ۲۵ دسامبر - جرج مایکل، خواننده بریتانیایی (زادهٔ ۱۹۶۳)
- ۲۵ دسامبر - ورا روبین، ستاره‌شناس آمریکایی (زادهٔ ۱۹۲۸)
- ۲۶ دسامبر - آشوت آناستاسیان، استادبزرگ شطرنج اهل ارمنستان (زادهٔ ۱۹۶۴)
- ۲۷ دسامبر - کری فیشر، نویسنده و بازیگر آمریکایی (زادهٔ ۱۹۵۶)
- ۲۷ دسامبر - راتناسیری ویکرمانایکه، نخست‌وزیر سریلانکا (زادهٔ ۱۹۳۳)
- ۲۸ دسامبر - گرگوریو کونرادو آلوارز، ۵۴مین رئیس‌جمهور اروگوئه (زادهٔ ۱۹۲۵)
- ۲۸ دسامبر - میشل دئون، نویسنده فرانسوی (زادهٔ ۱۹۱۹)
- ۲۸ دسامبر - دبی رینولدز، بازیگر، رقصنده و خواننده آمریایی (زادهٔ ۱۹۳۲)
- ۳۱ دسامبر - هنینگ کریستوفرسن، سیاستمدار دانمارکی (زادهٔ ۱۹۳۹)

## جوایز نوبل
- ادبیات - باب دیلن
- اقتصاد - اولیور هارت، بنیت هولمستروم
- پزشکی یا کاراندام‌شناسی - یوشینوری اسومی
- شیمی - برنارد فرینگا، ژان-پیر سوواژ و فراسر استودارت
- صلح - خوان مانوئل سانتوس
- فیزیک - جان مایکل کوسترلیتز، دانکن هالدین و دیوید جی تاولس